# 2012년 금성 일면통과

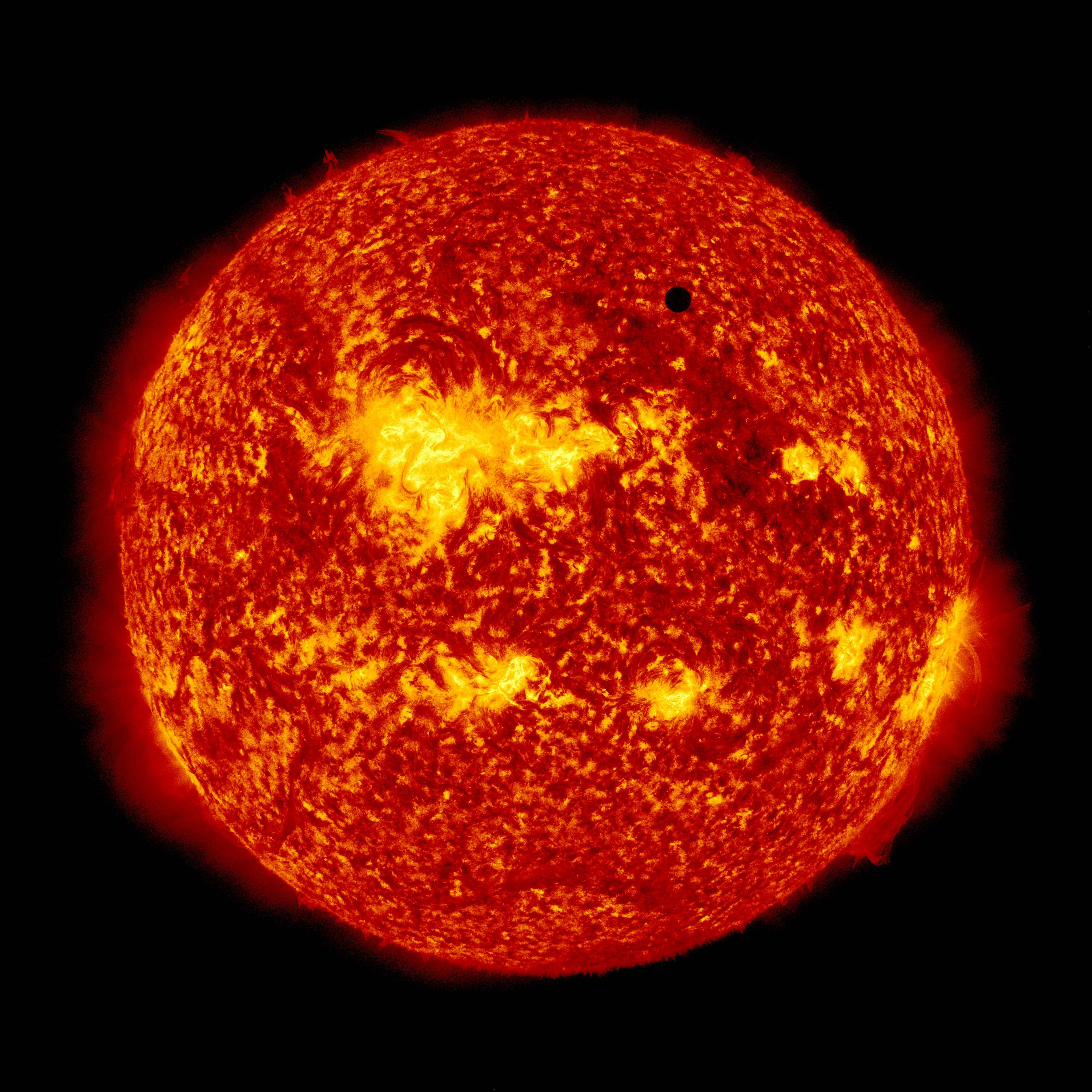
NASA의 SDO로 촬영한 일면통과 사진

금성 통과 애니메이션

2012년 금성 일면통과는 2012년 6월 5일에서 6월 6일에 발생하였다. 다음에 발생할 가장 가까운 금성의 일면통과일은 2117년 12월 10일 ~ 12월 11일이다.

## 관측 가능 지역

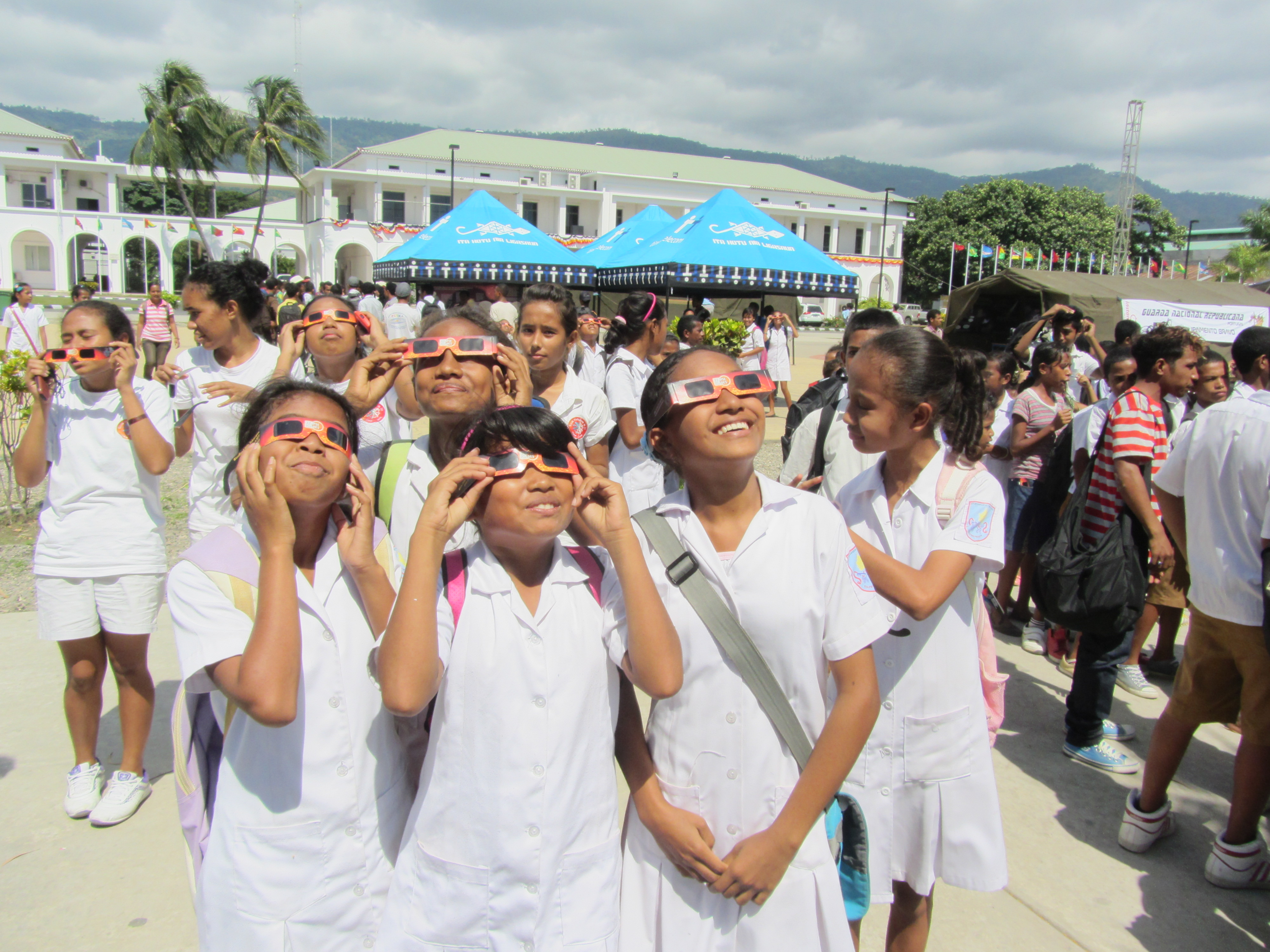
동티모르 딜리에서 아이들이 관찰한다.

대한민국을 포함한 동아시아와 태평양에서 2012년 금성이 태양 표면을 통과하는 모습을 시작부터 끝까지 볼 수 있었다. 북아메리카에서는 일면통과가 시작할 즈음까지만 관측이 가능하며 남부 아시아, 중동, 유럽 대부분 지역에서는 일면통과가 거의 다 끝날 때만 관측할 수 있었고, 대부분의 남아프리카와 서아프리카 지역에서는 2012년 일면통과를 관측할 수 없었다.

## 관측 가능 시각
UTC 기준으로 일면통과 시작 시각과 종료 시각은 various international cities와
various US cities에서 확인이 가능하다. 표시되어 있는 시각은 UTC이므로, 영국과 같은 경도대에 있지 않은 나라들의 거주자들은 실제 발생 시각을 알기 위해서는 자신의 국가가 속해 있는 지역 시간을 더하거나 빼야 한다.

## 사진
아시아

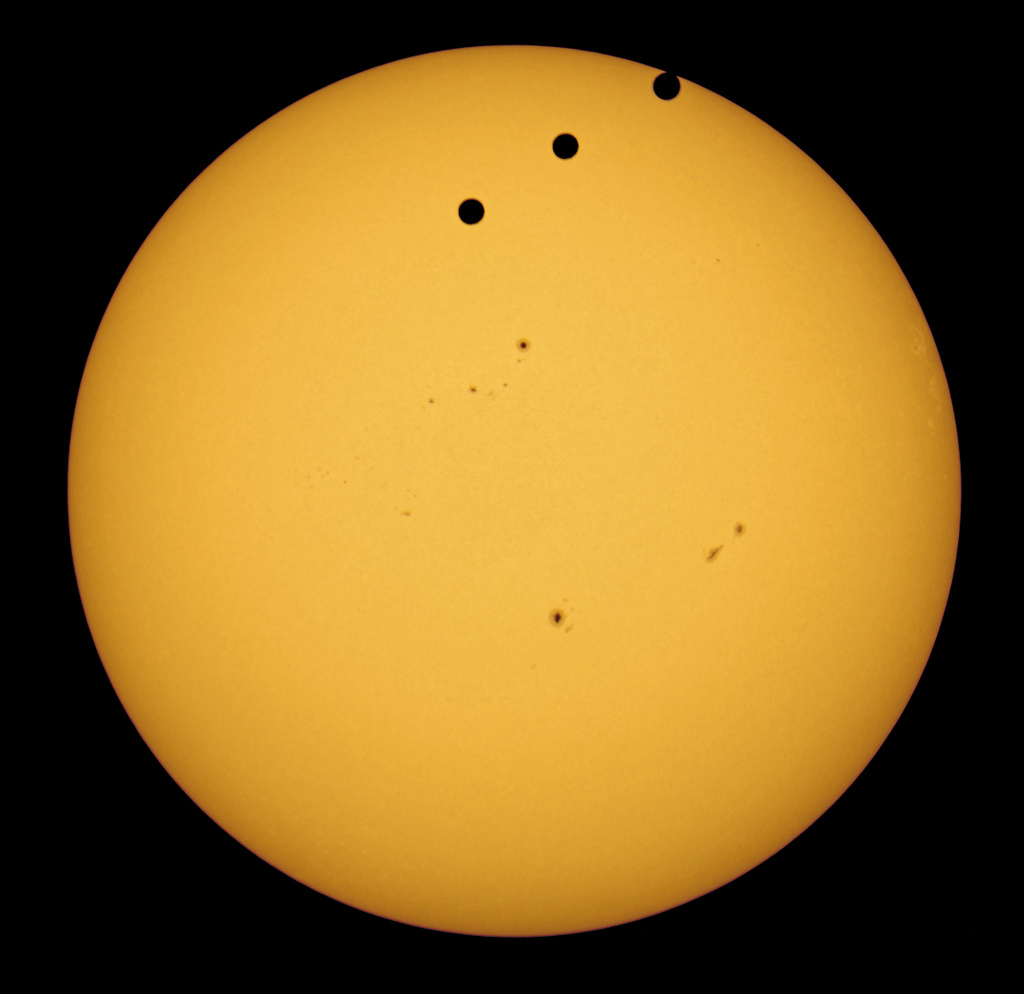
요르단, 암만
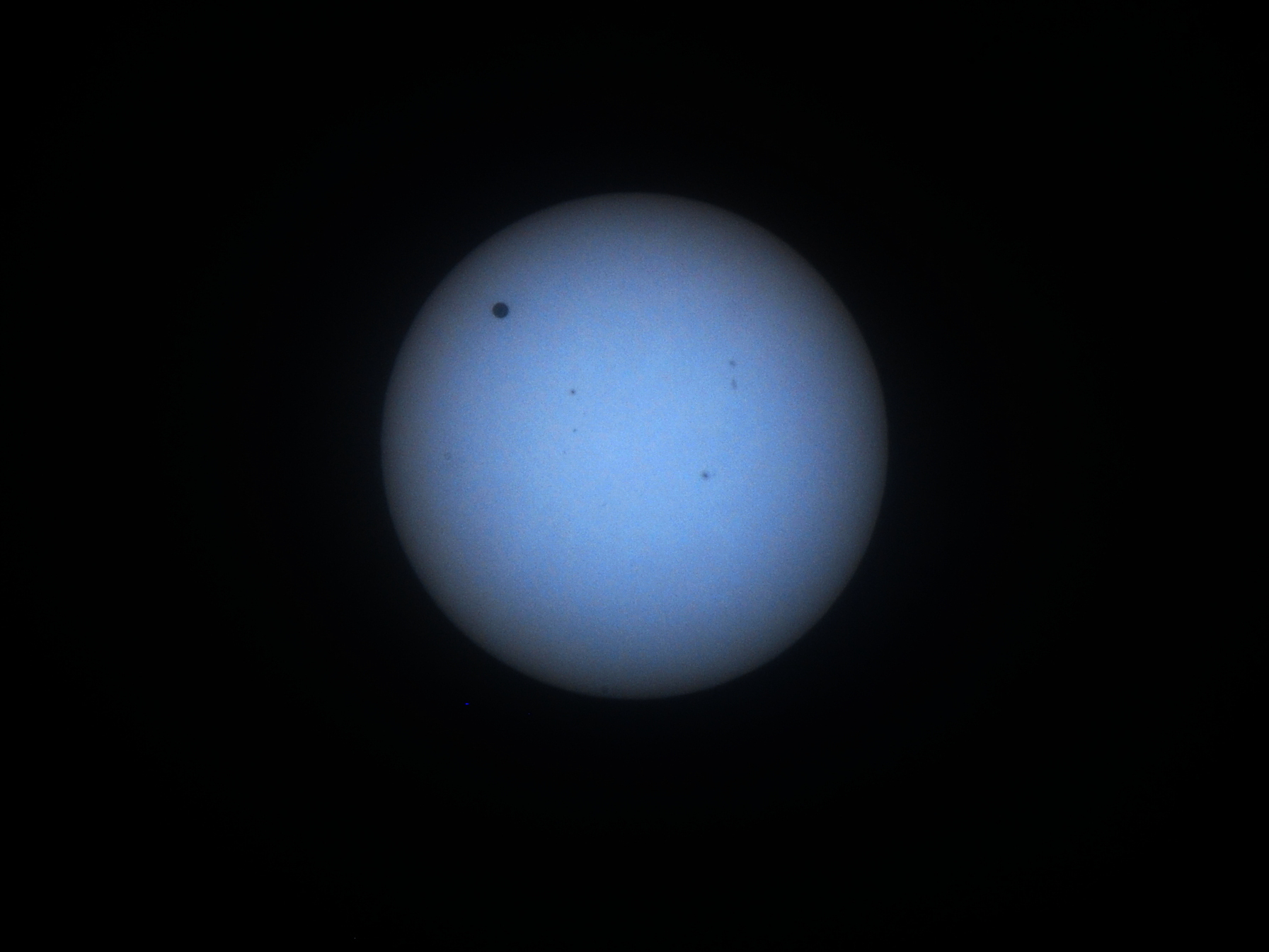
인도, 첸나이 UTC 03시 24분 56분
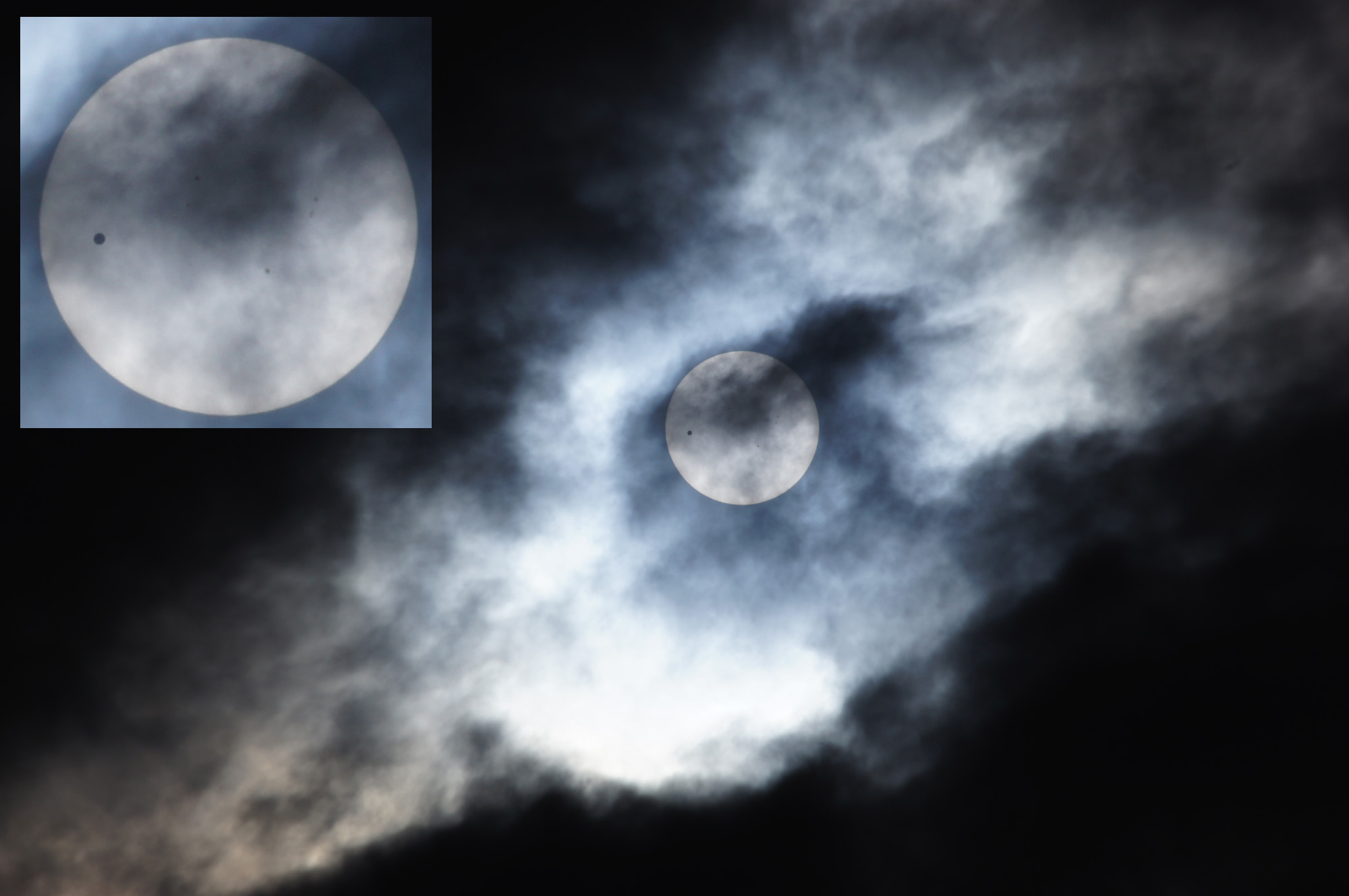
중화민국, 신주 UTC 00시 05분
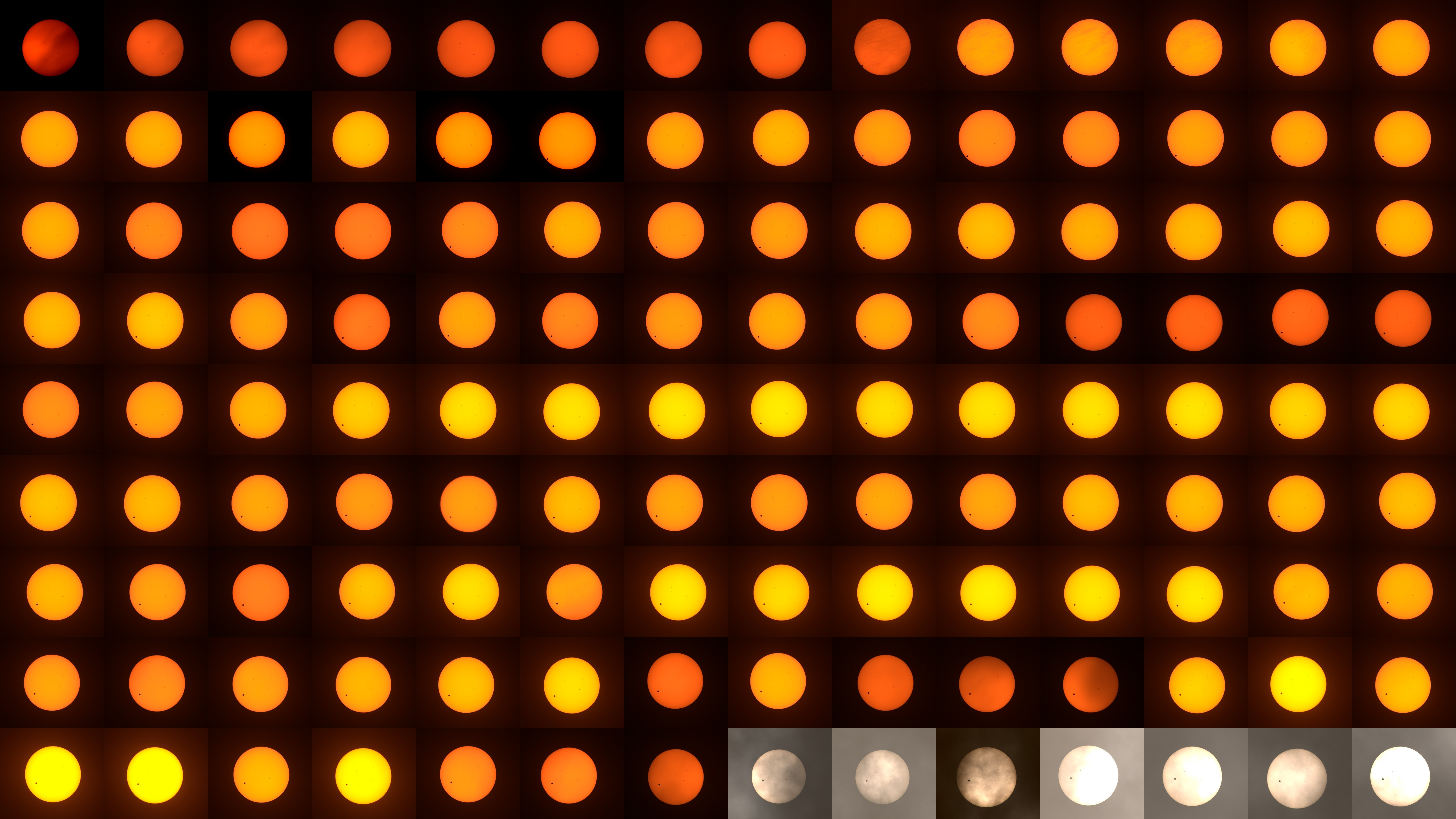
중화민국, 타이중시
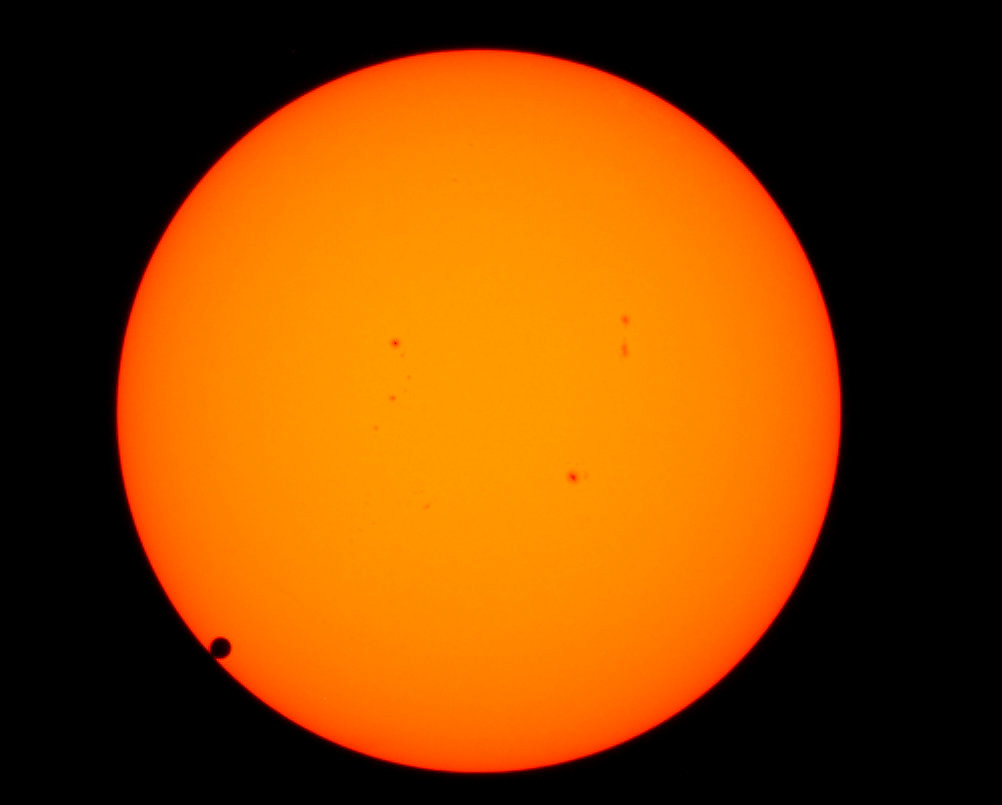
중화민국, 타이중시
일본, 아이치현, 한다 UTC 23시 36분 ~ 04시 50분
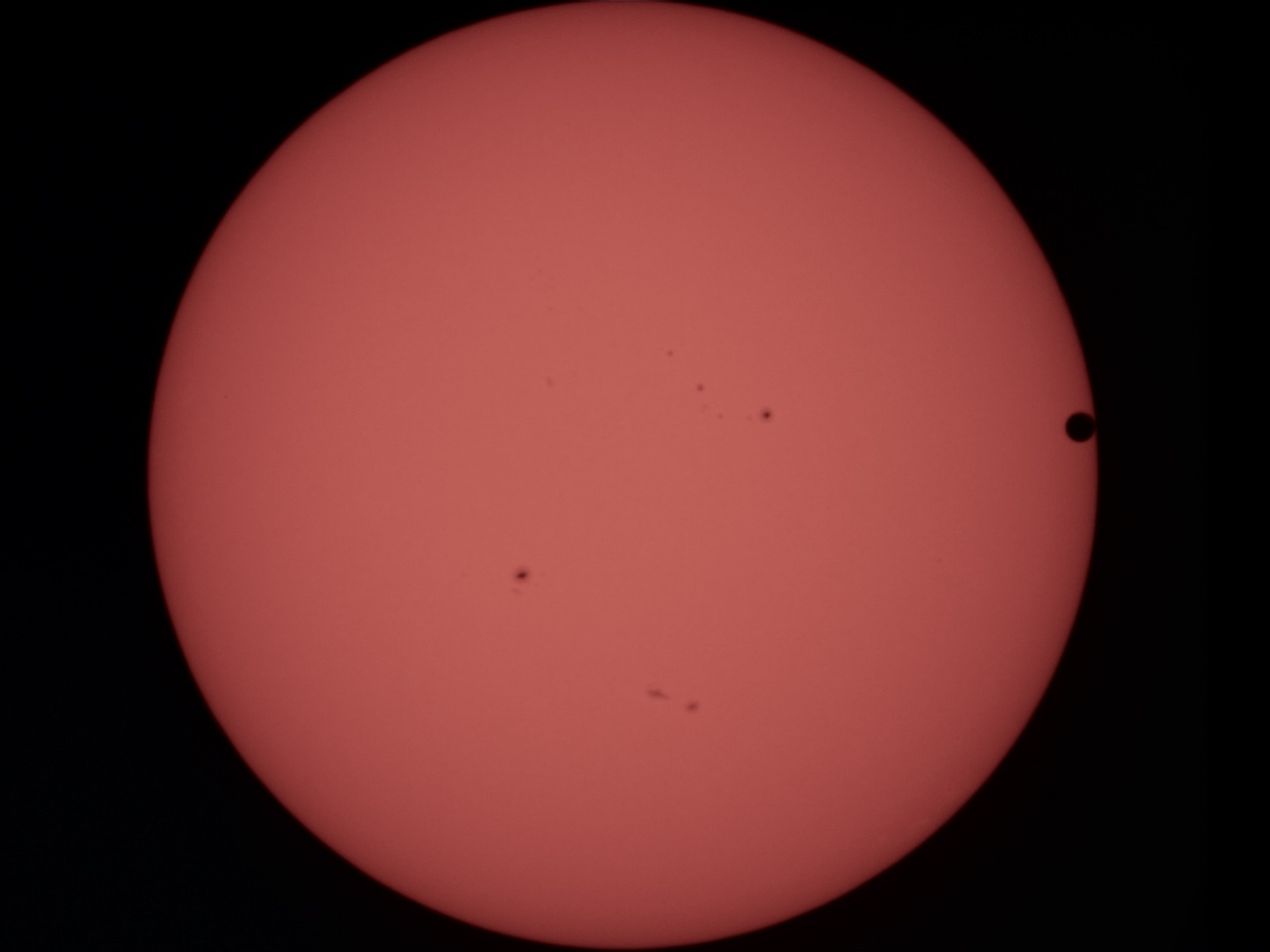
쿠웨이트, 쿠웨이트시티
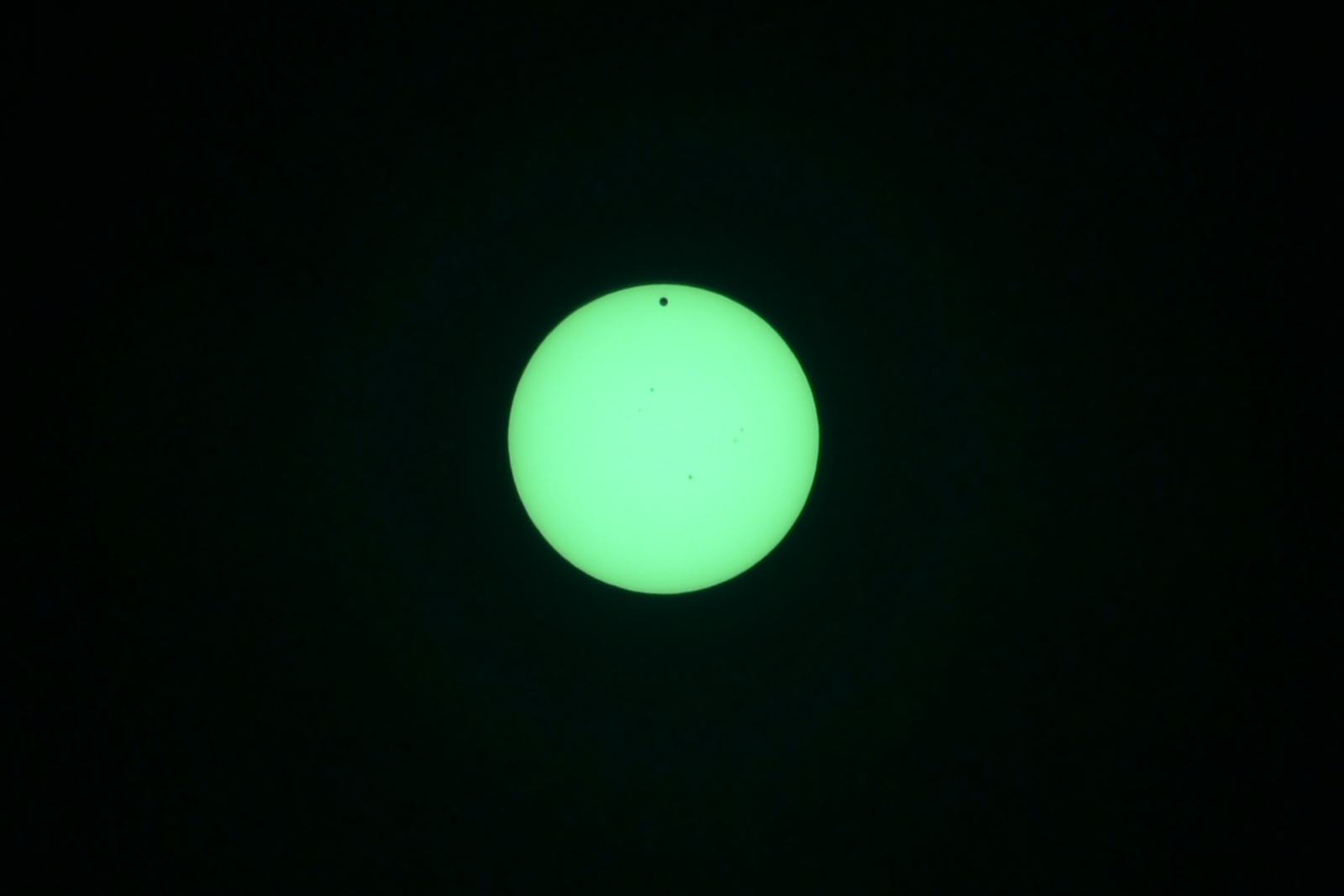
이란, 이스파한
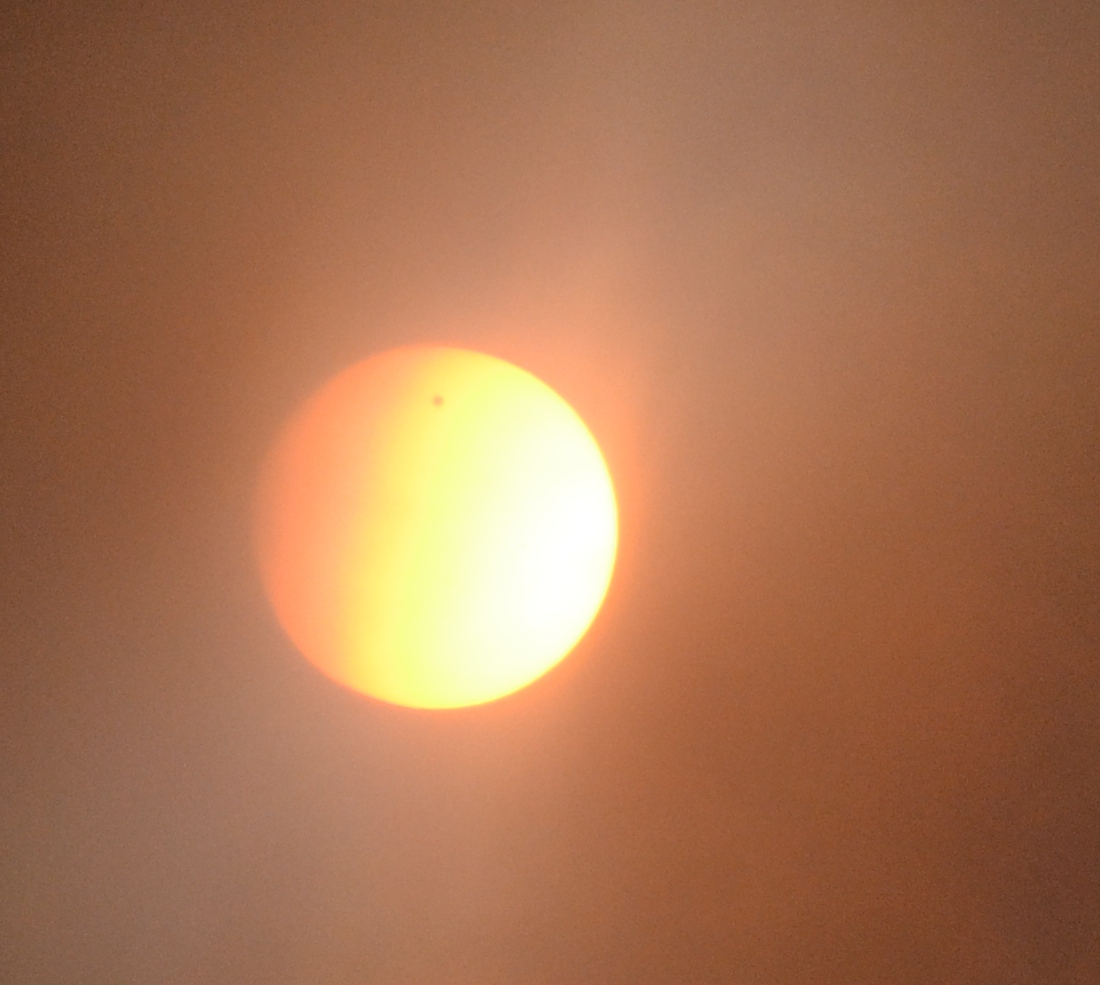
카자흐스탄, 알마티
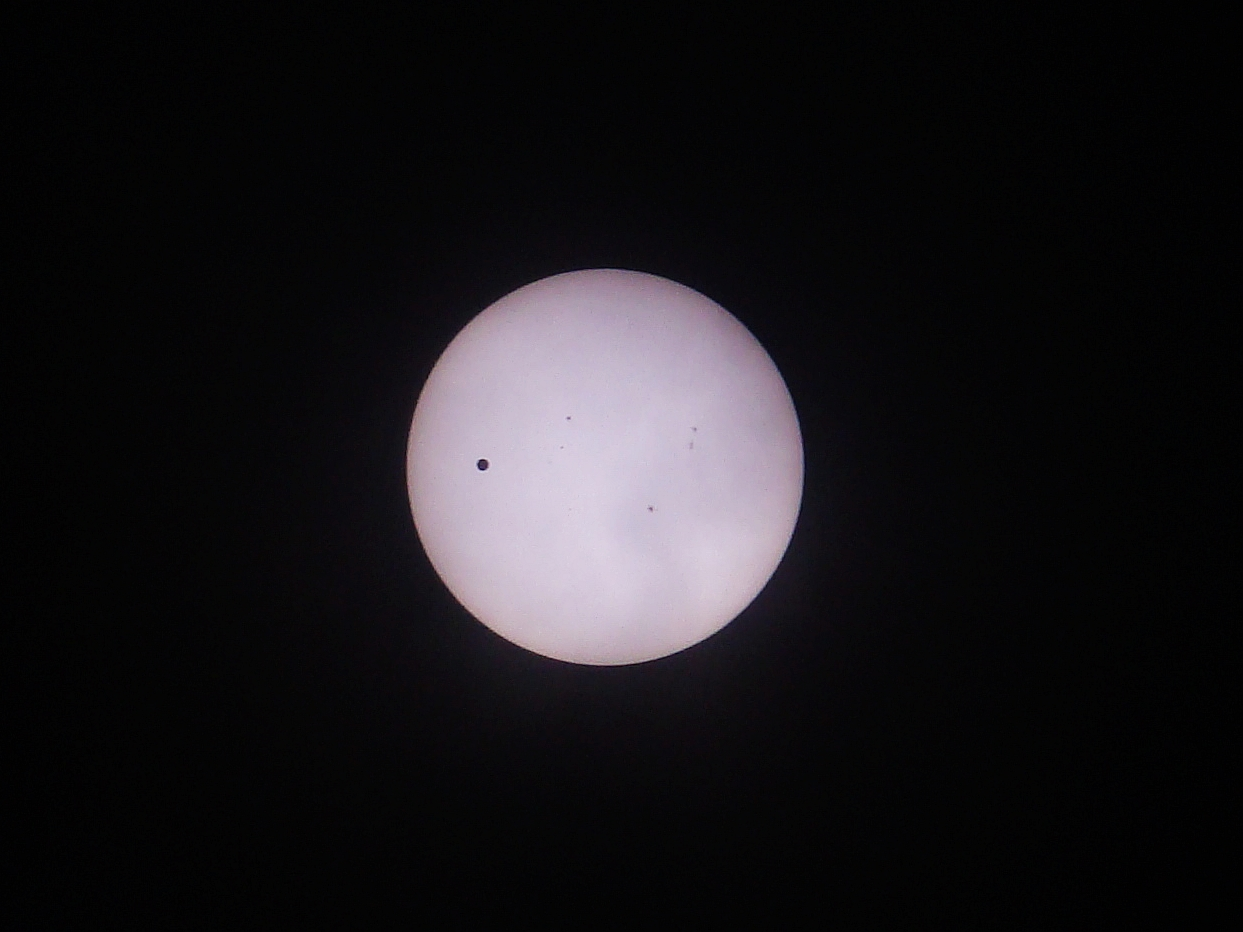
중화인민공화국, 광저우 UTC 00시 41분
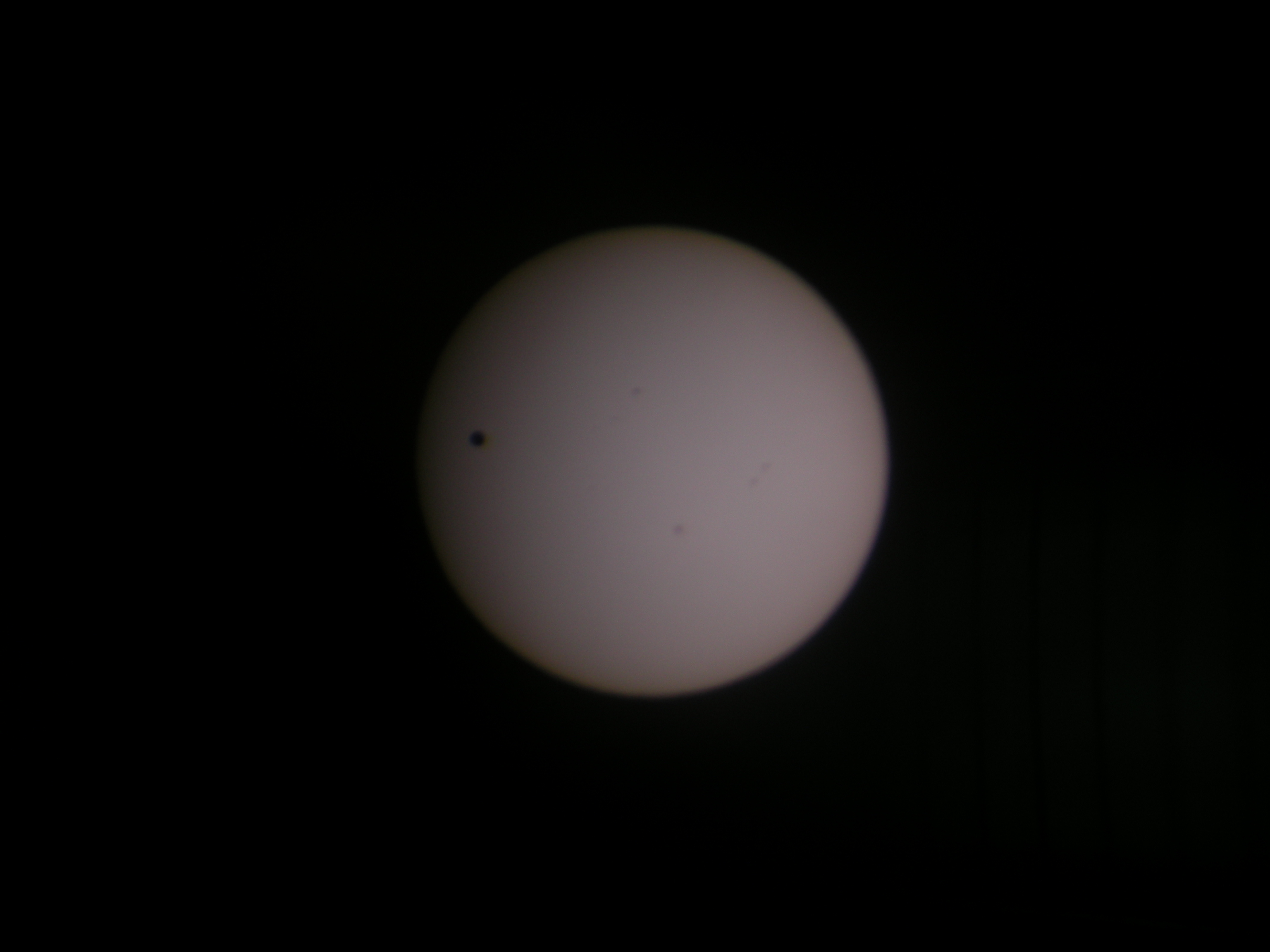
대한민국, 서울특별시 UTC 23시 57분

유럽

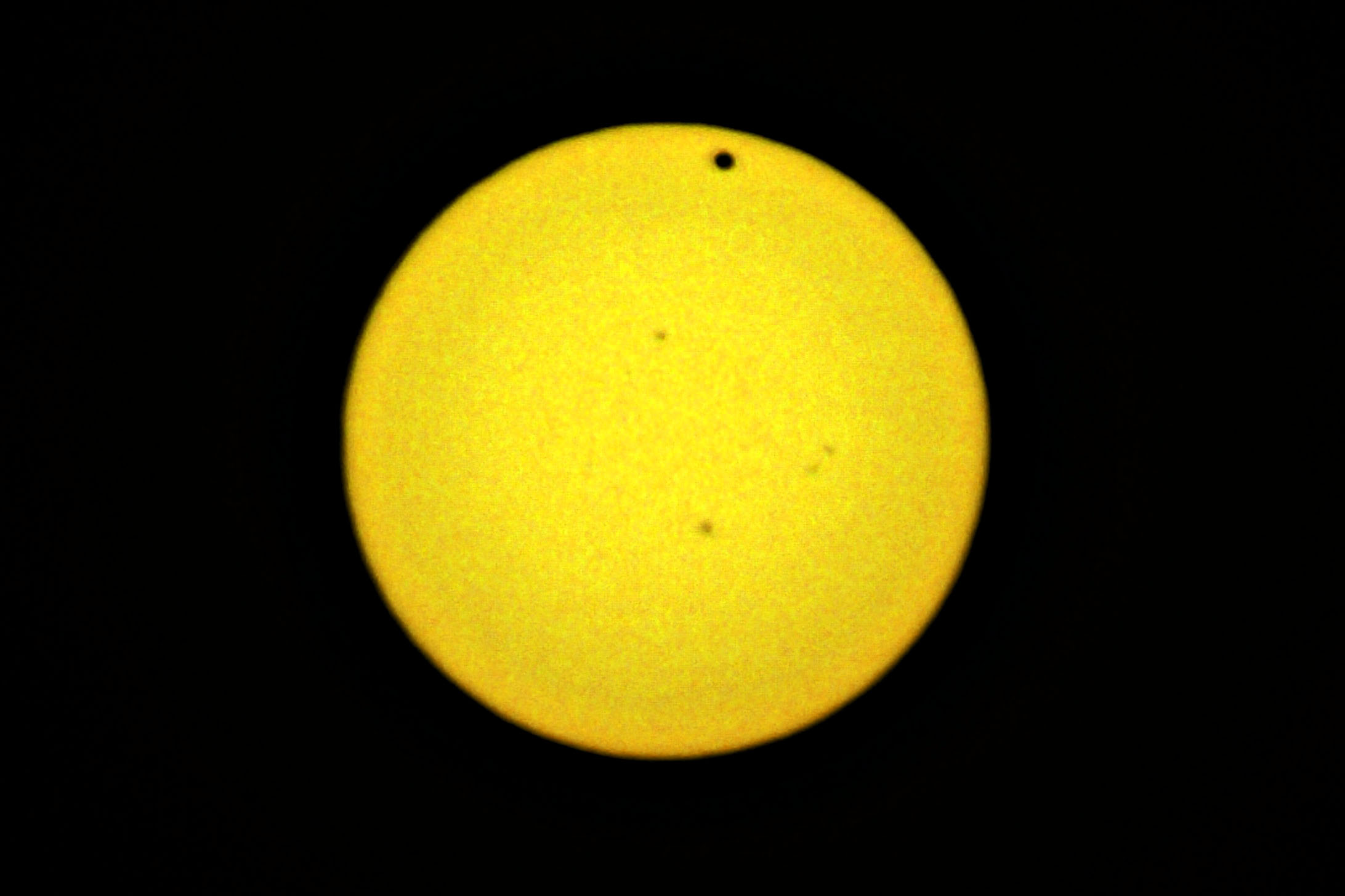
이탈리아, 시칠리아주 라구자 UTC 04시 11분
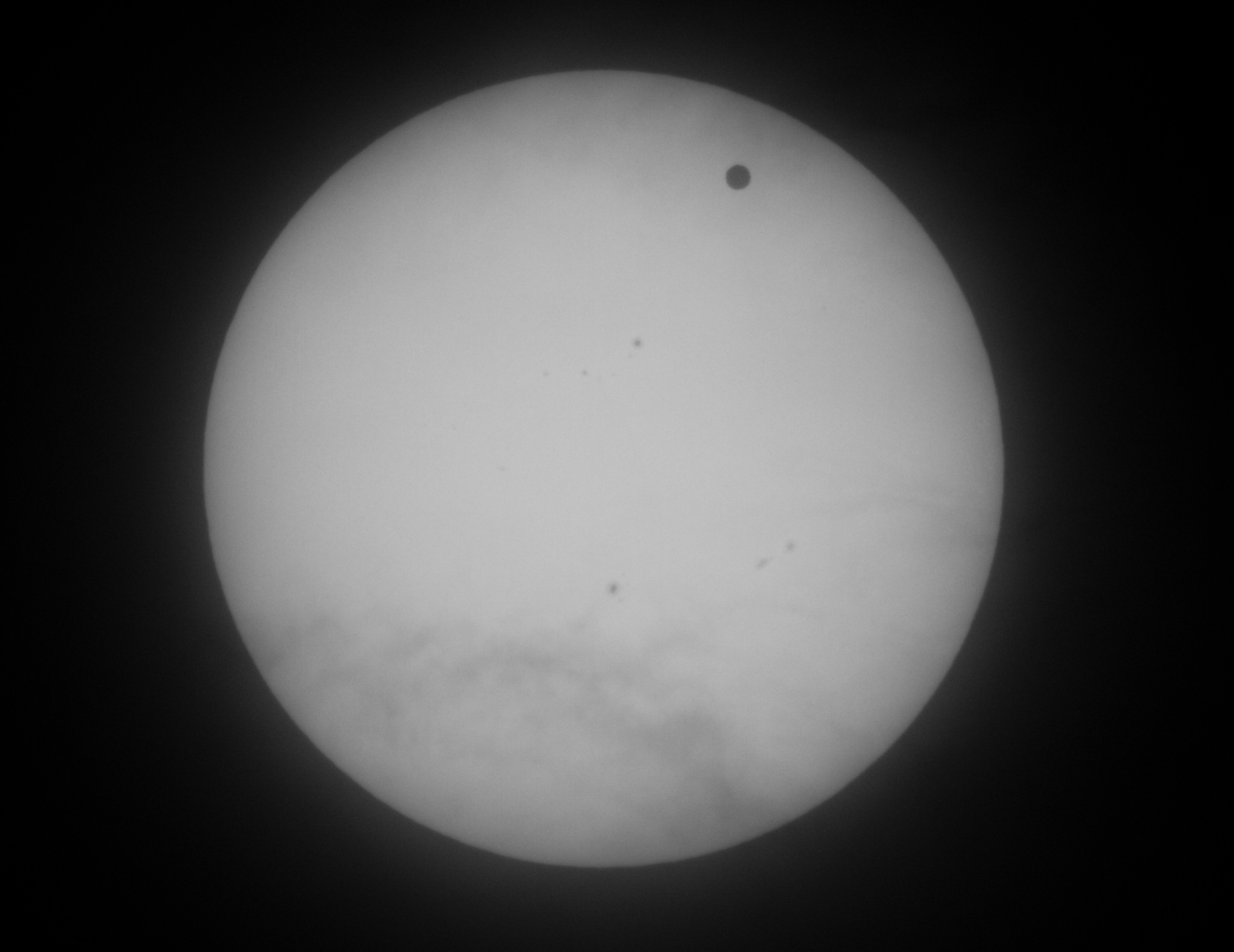
러시아, 모스크바
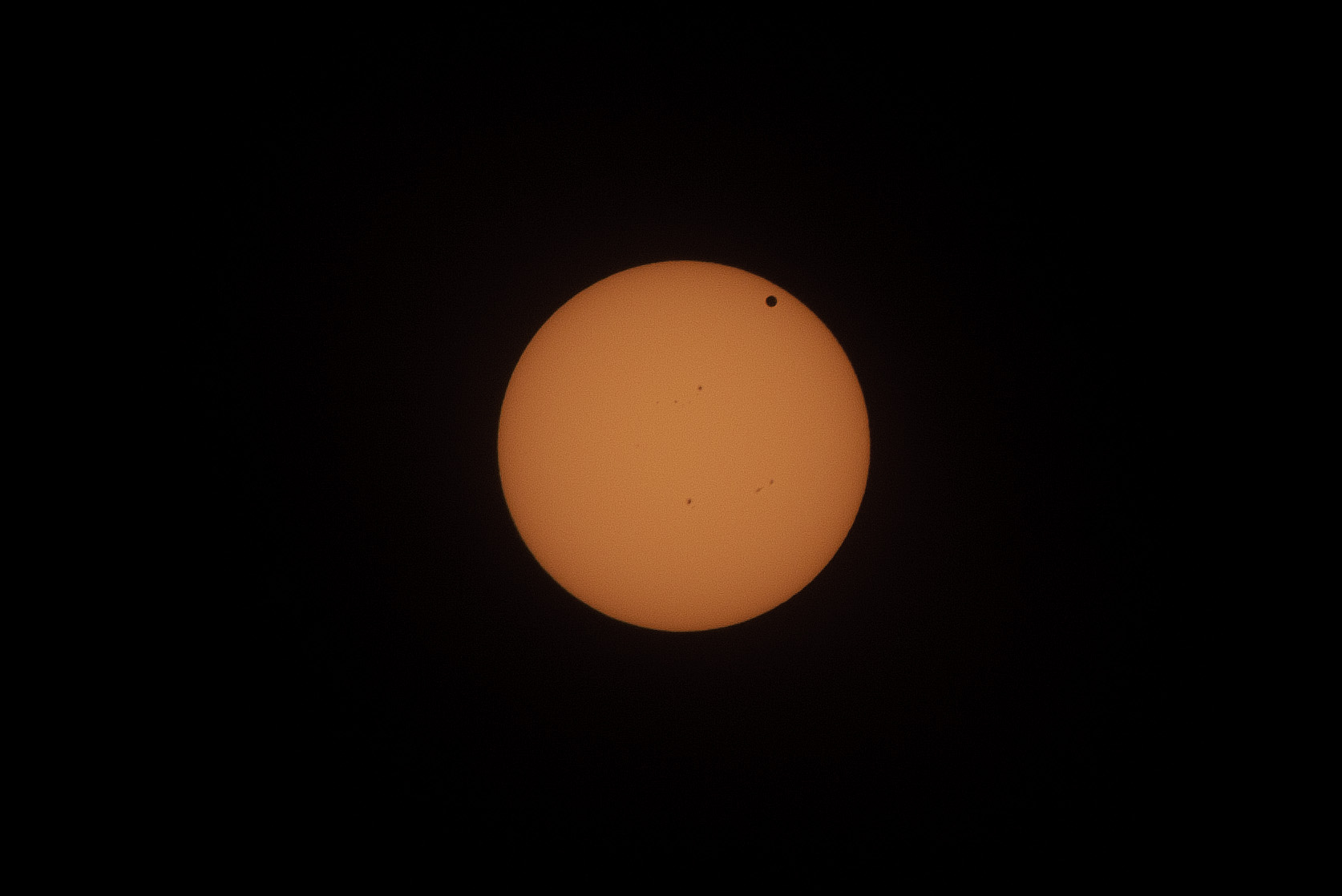
스웨덴, 헬싱보르그 UTC 04시 20분
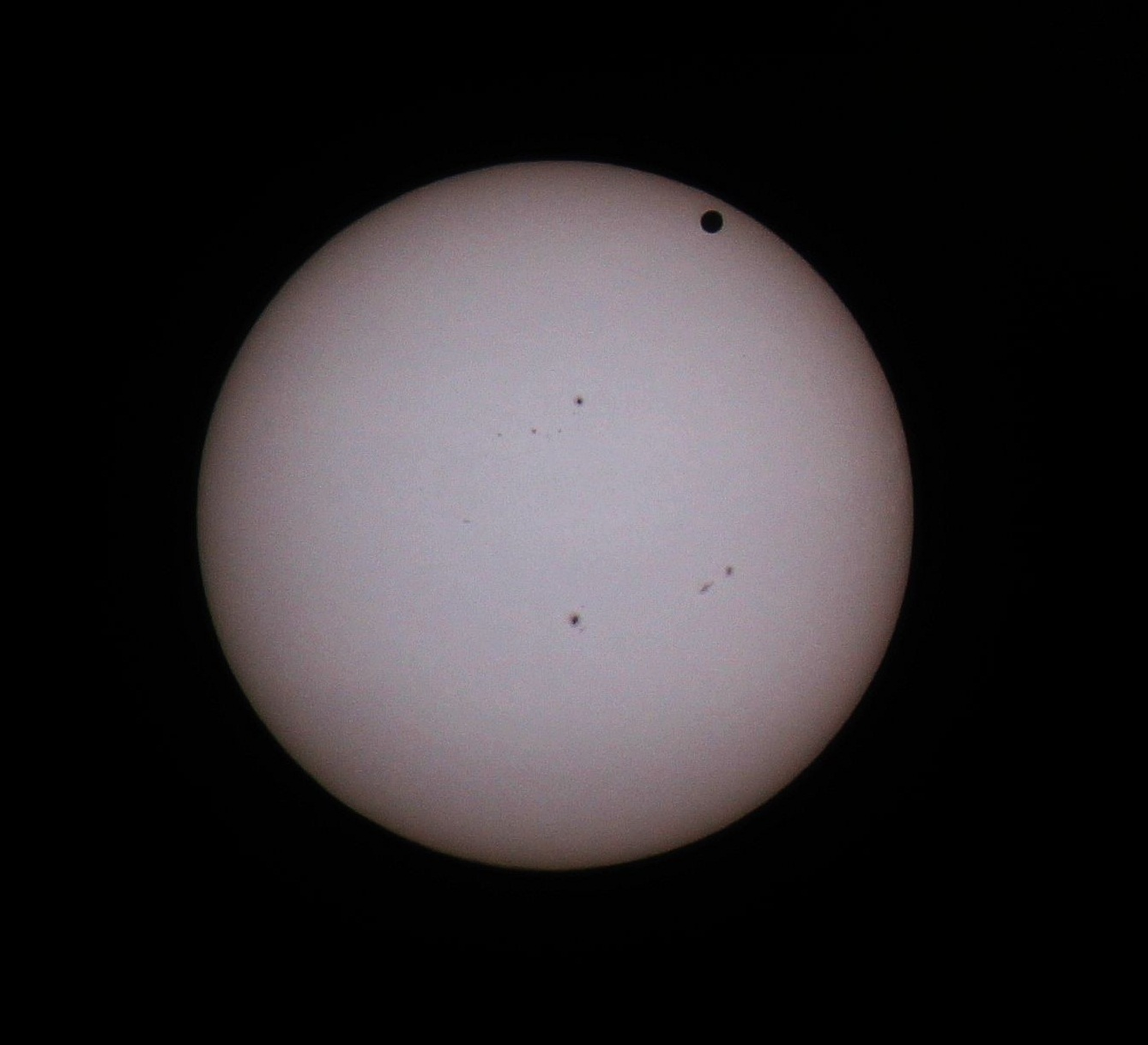
체코, Úvaly UTC 04시 26분
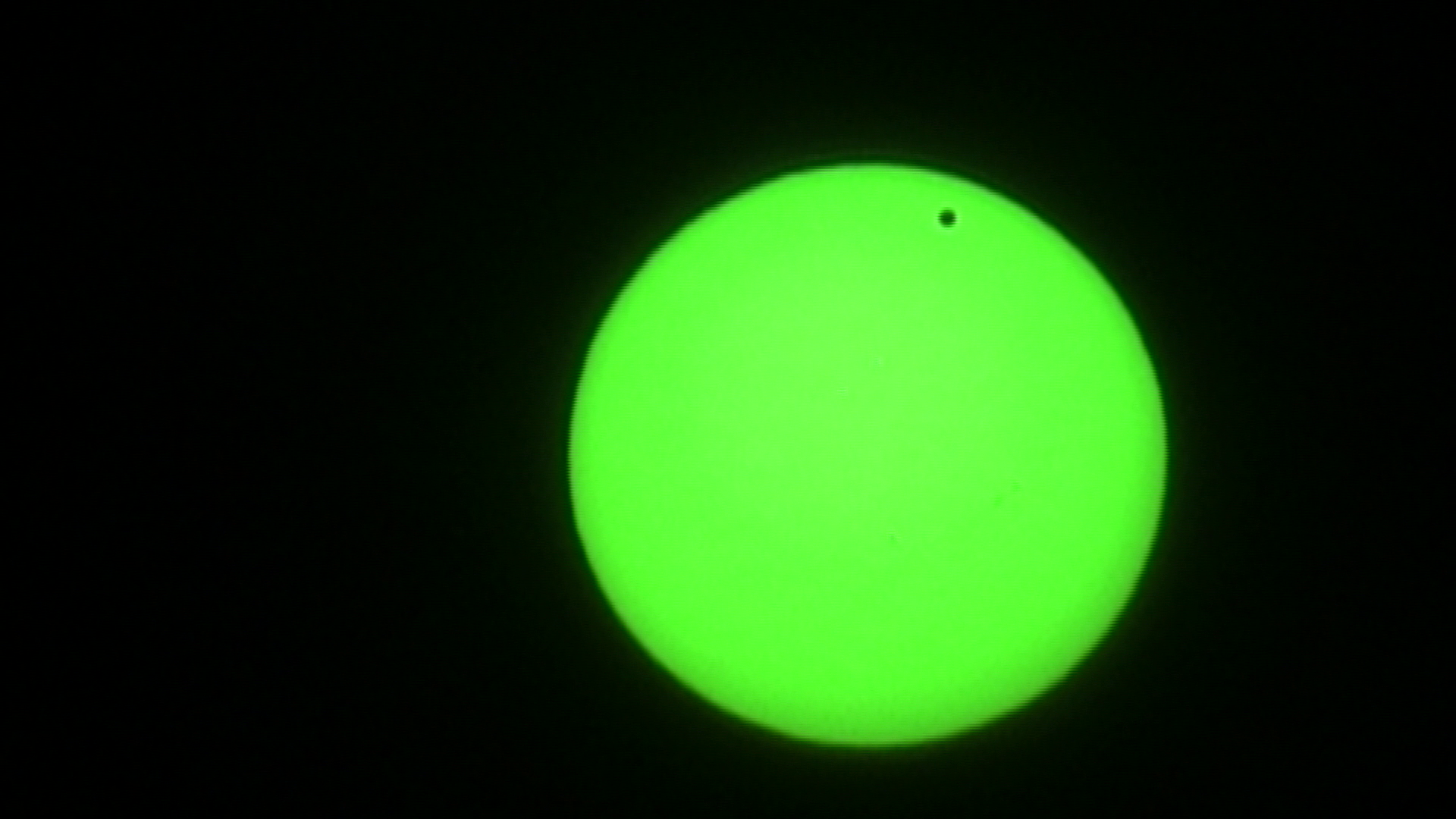
이탈리아, 아시시 CEST 06시 10분
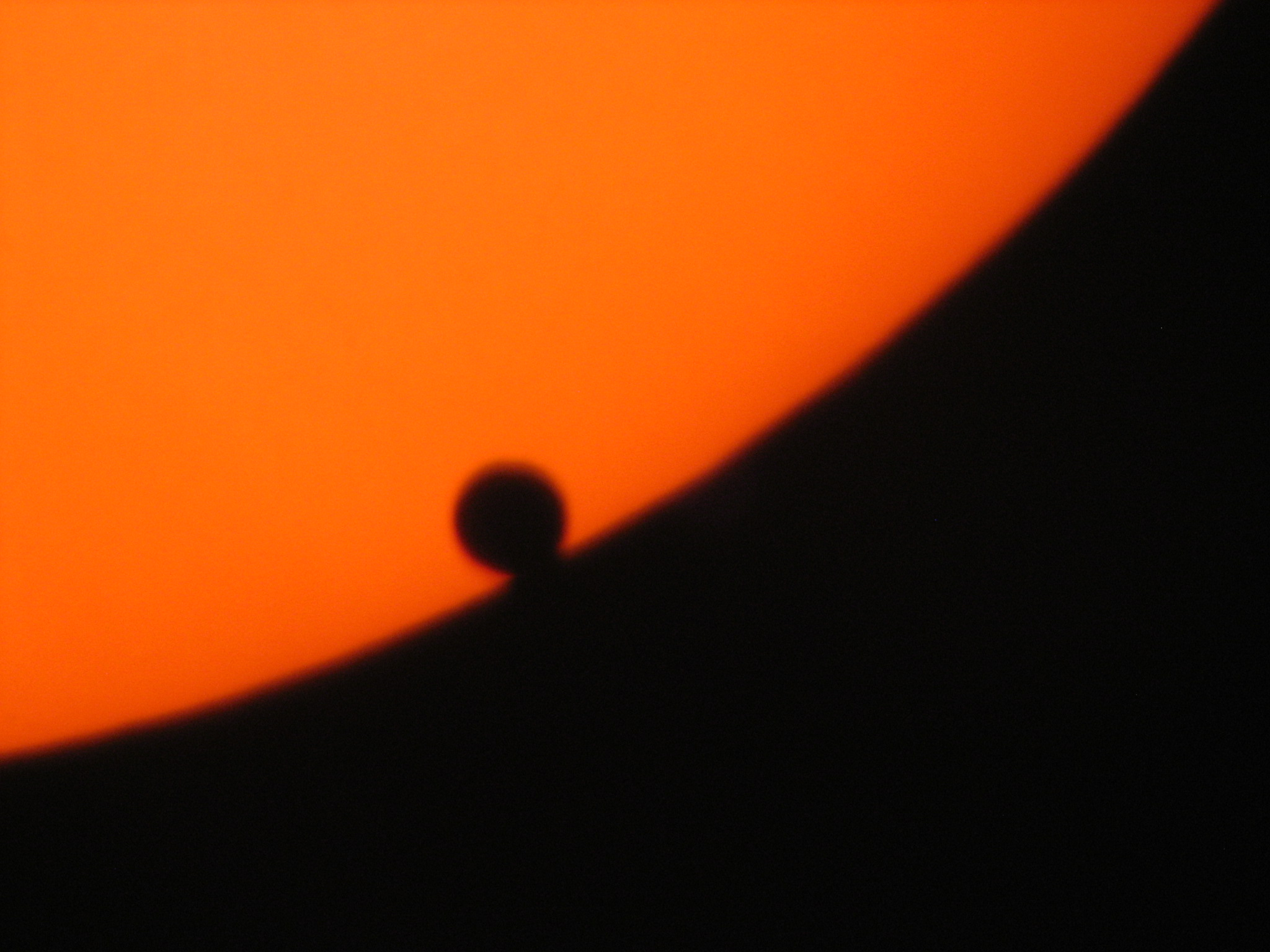
헝가리, 케치케메트 CEST 05시 41분
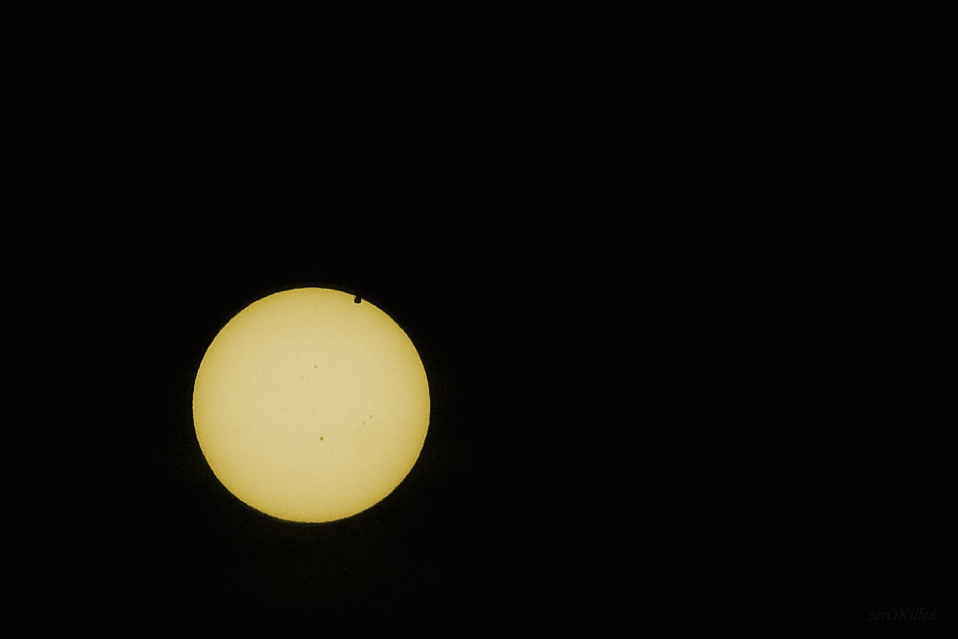
이탈리아, 바레세 CEST 06시 40분
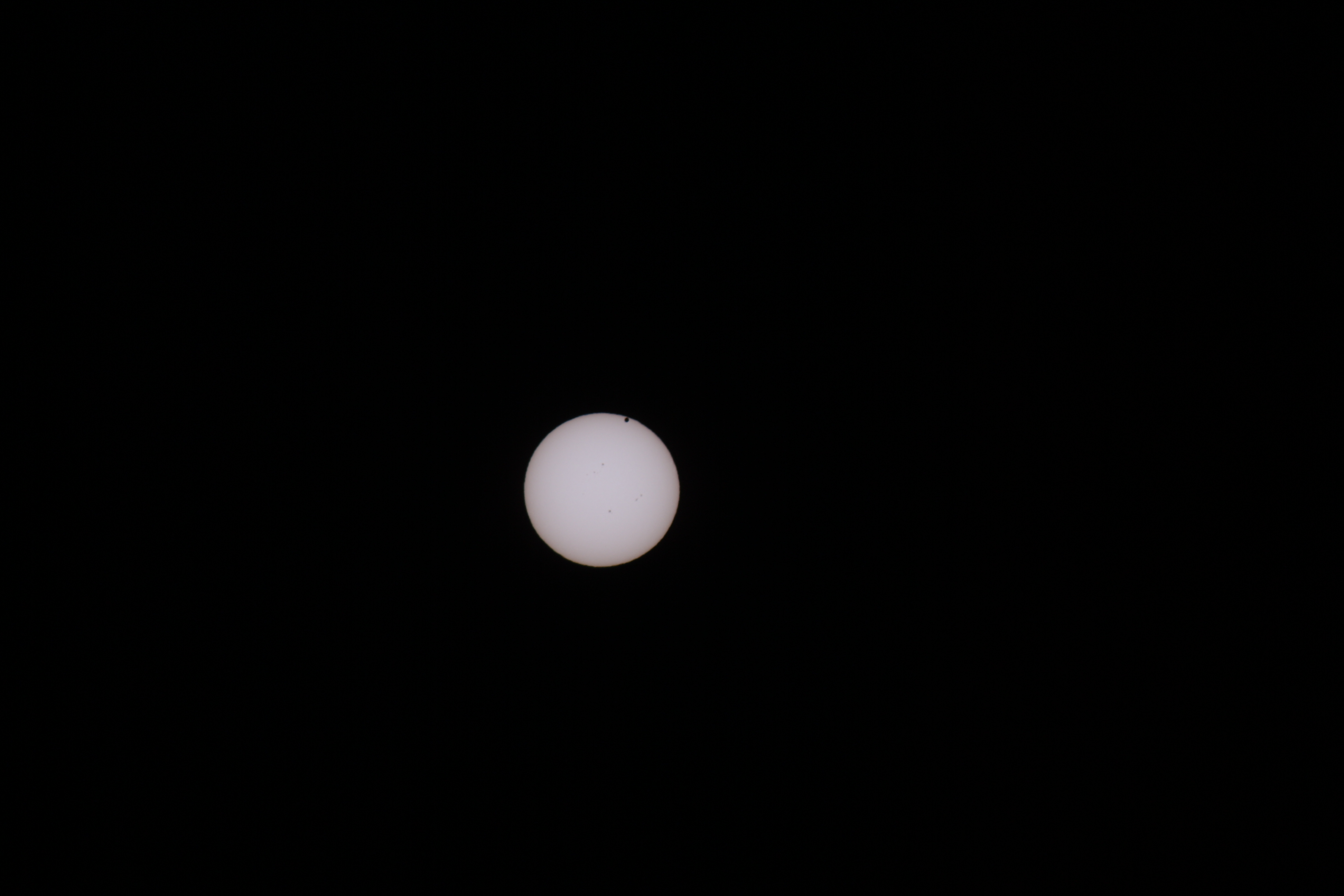
이탈리아, 노비리구레 CEST 06시 48분

아메리카

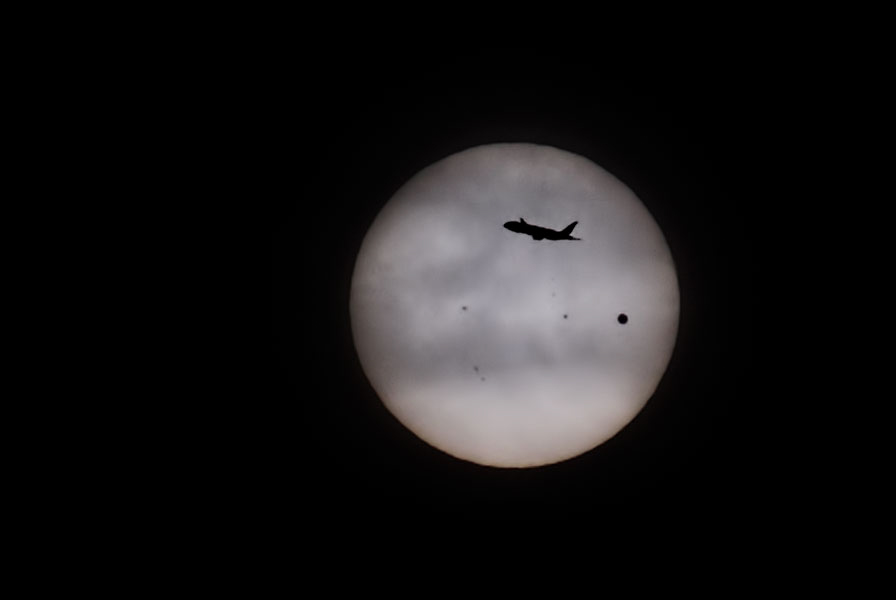
미국, 캘리포니아주 샌프란시스코
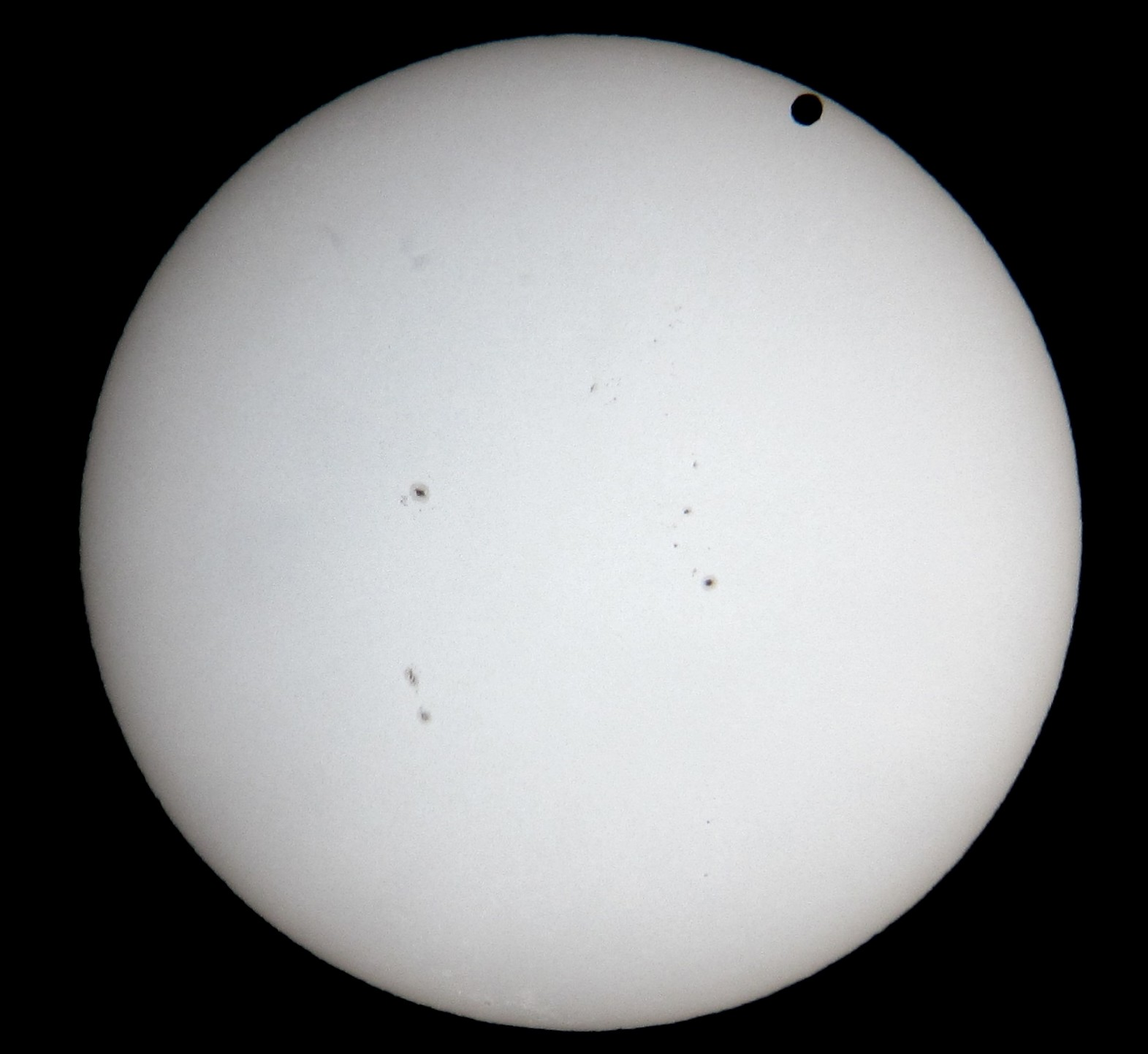
미국, 텍사스주 위치타 폴즈
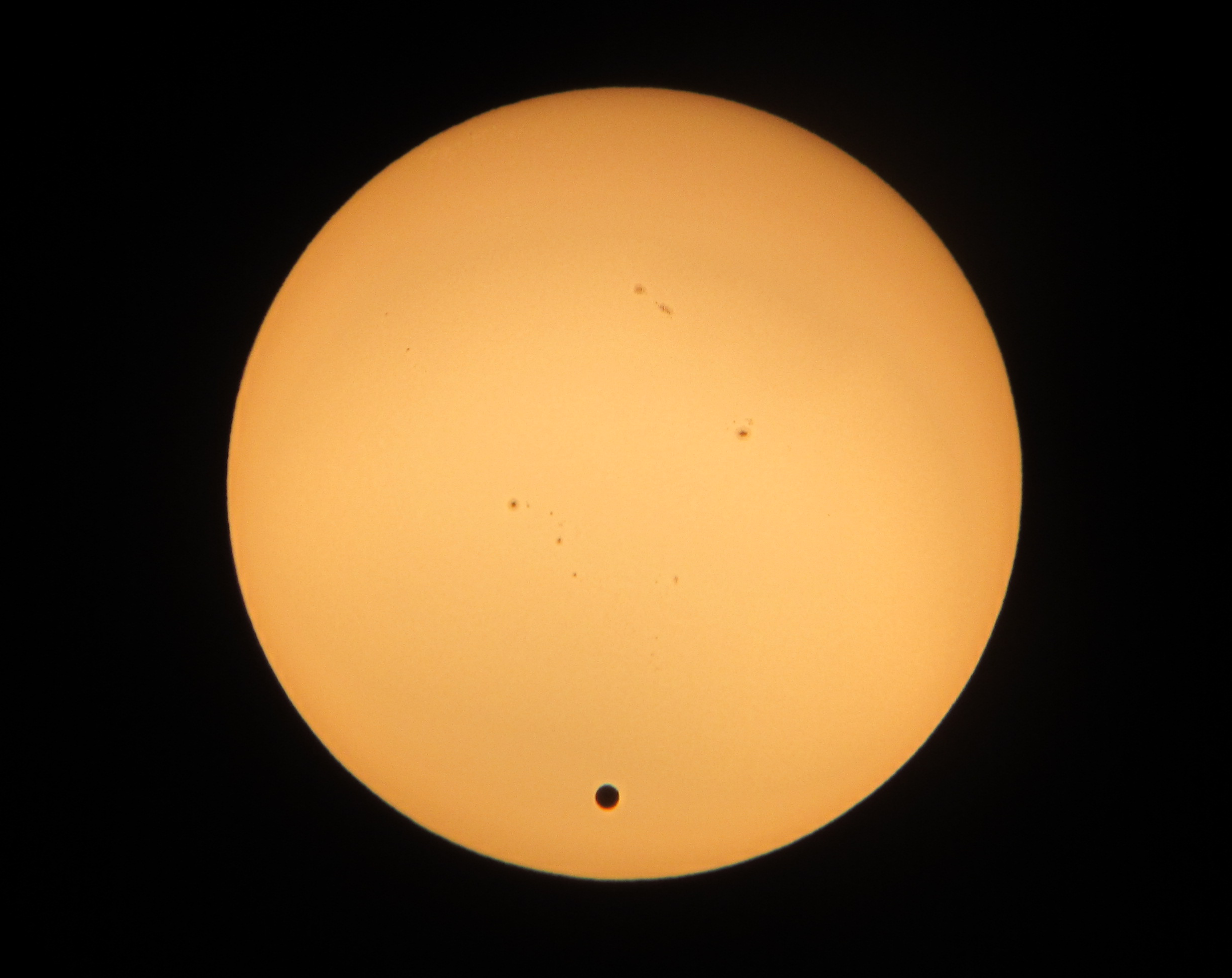
미국, 테네시주 오클랜드 Fennell 천문대
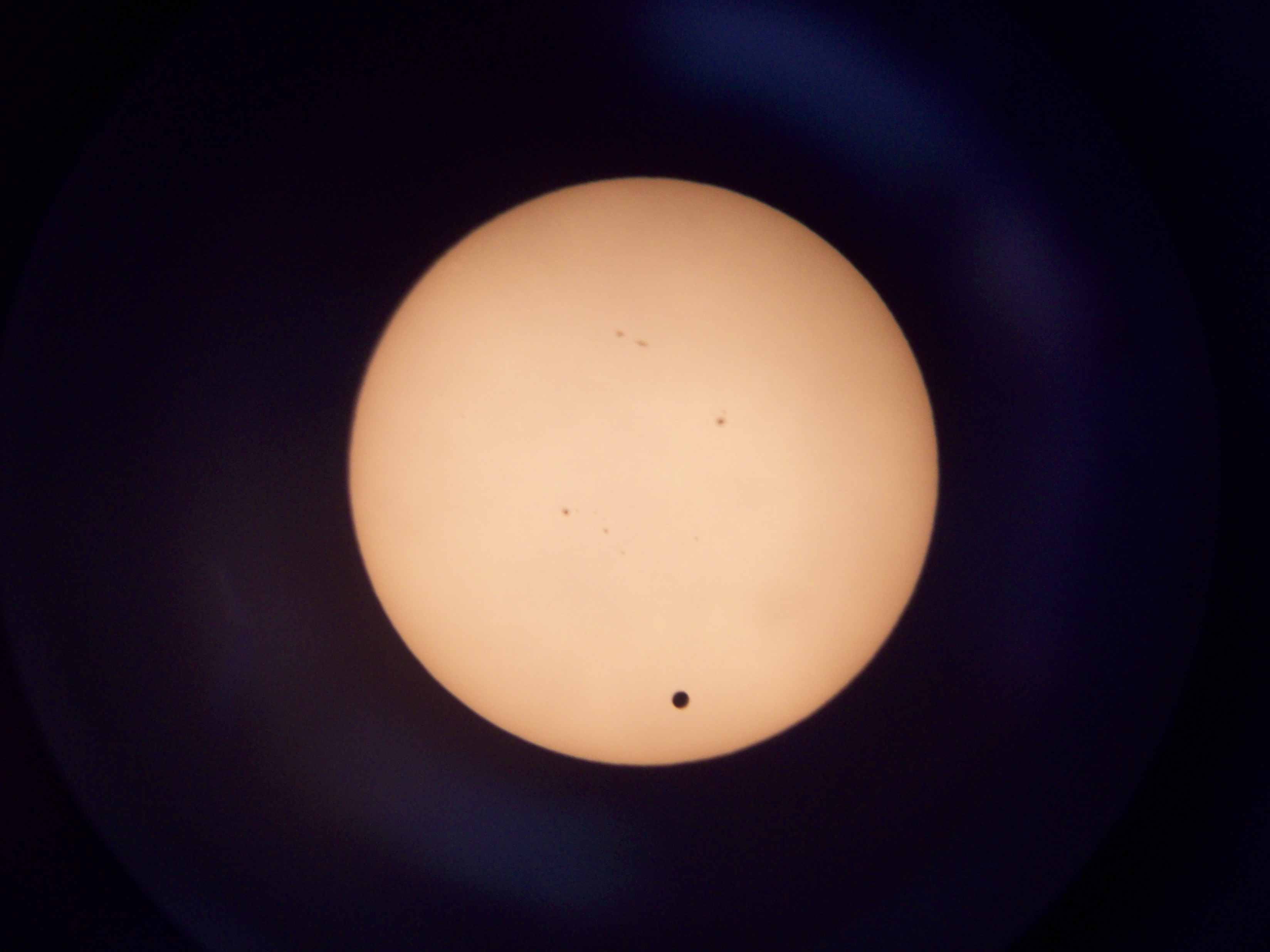
미국, 워싱턴주 아나코테스
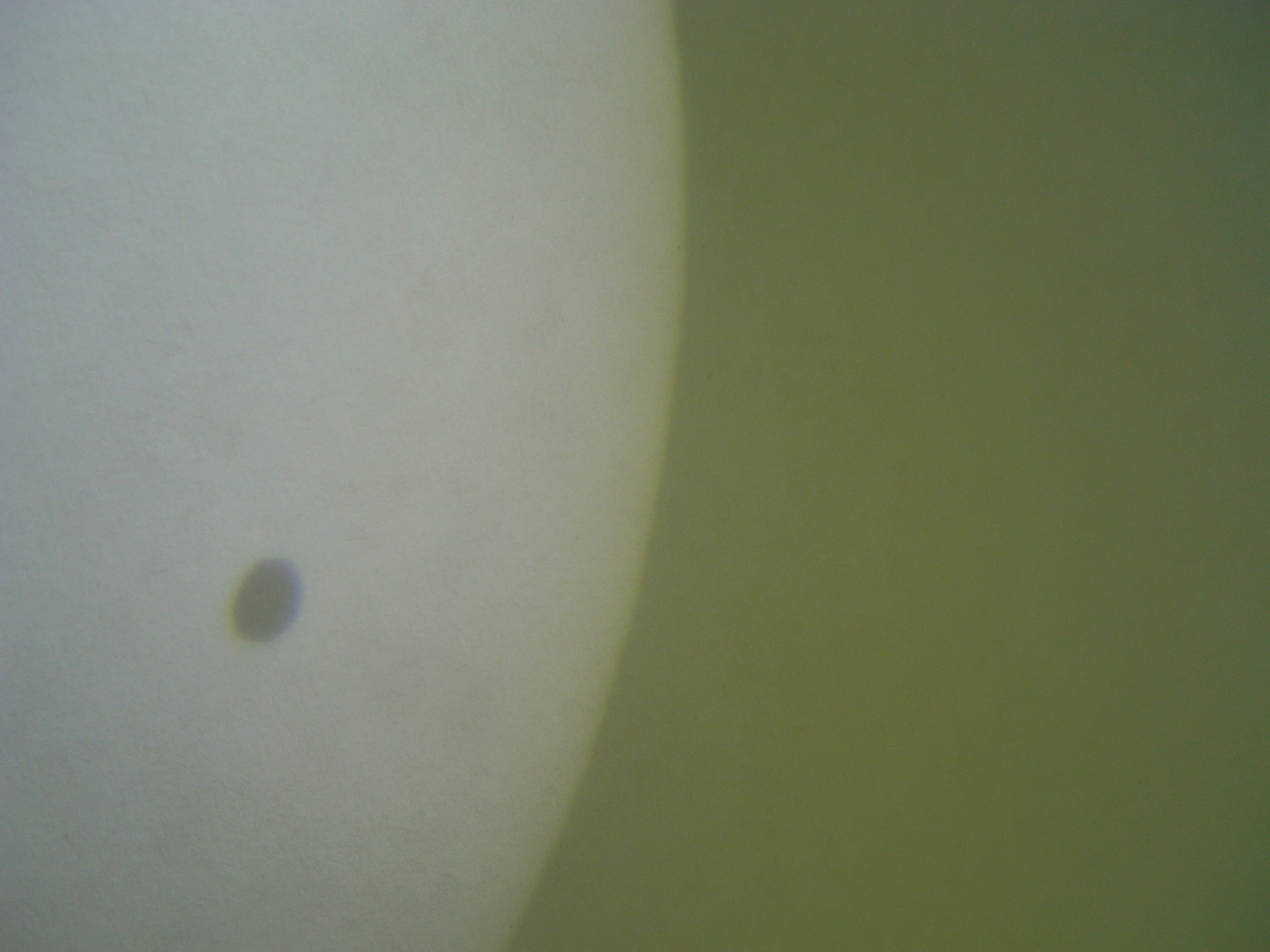
미국, 오리건주 메드포드
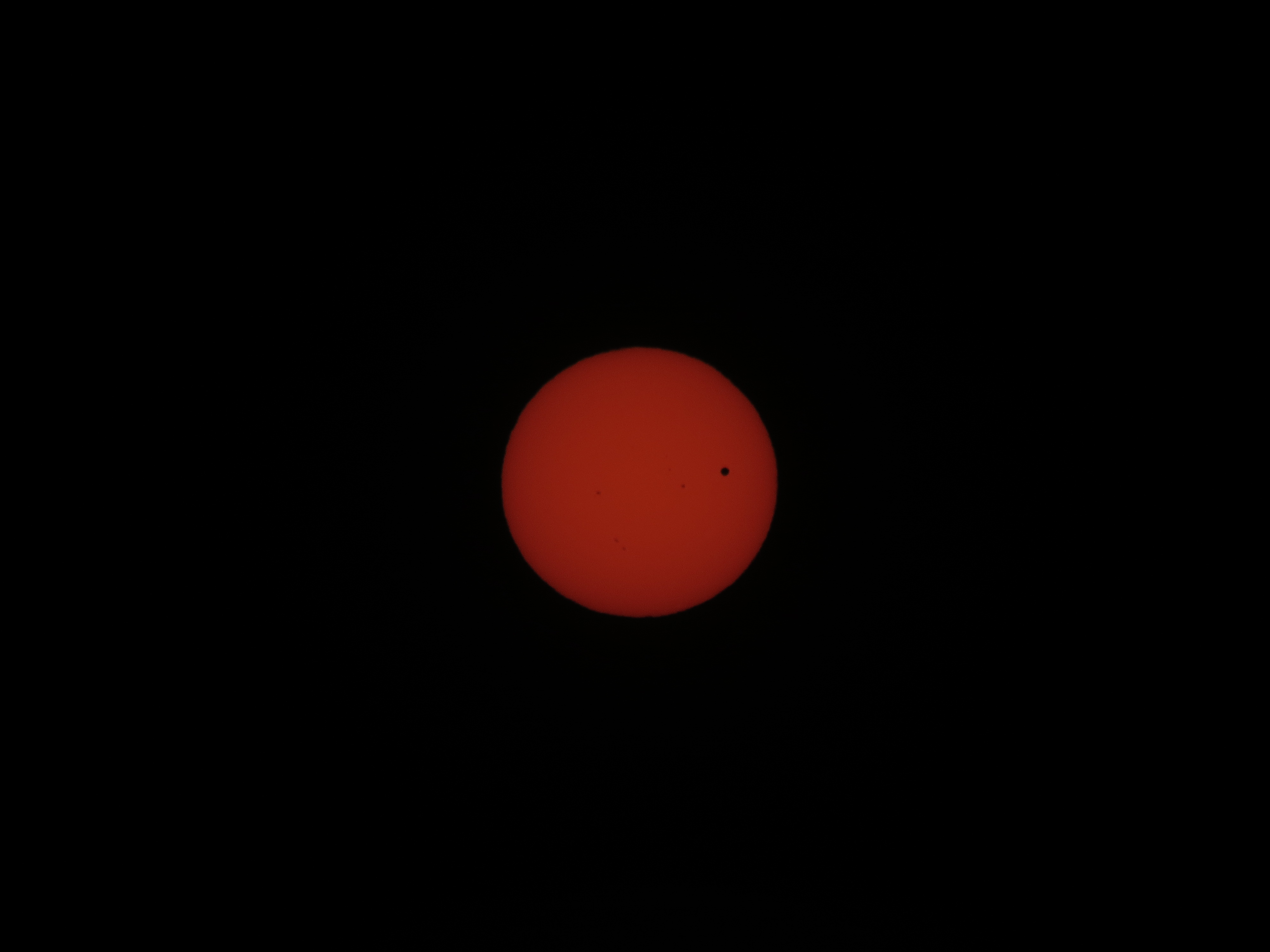
미국, 유타주 솔트레이크시티,
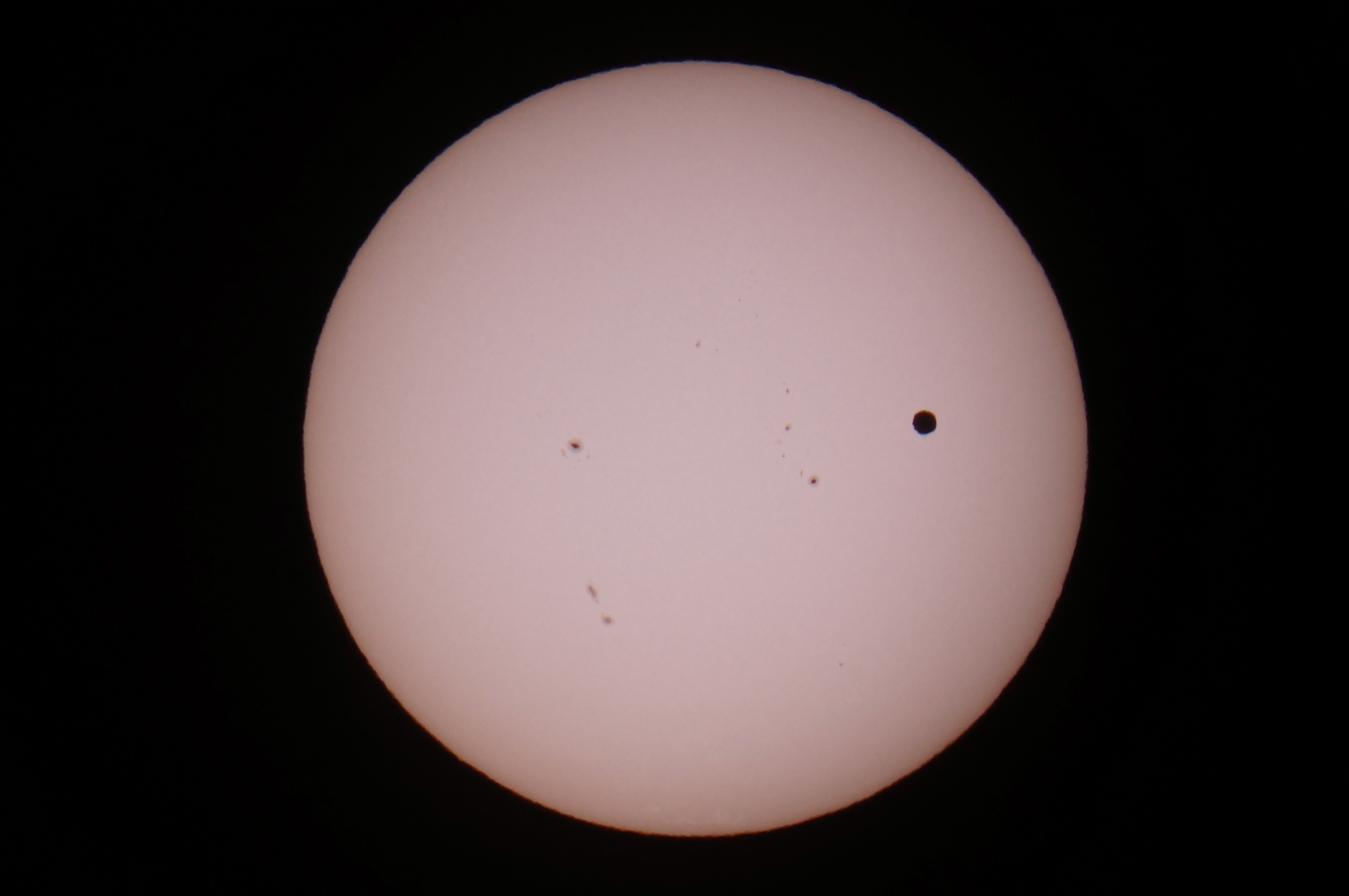
미국, 애리조나주 템피 UTC 01시 54분
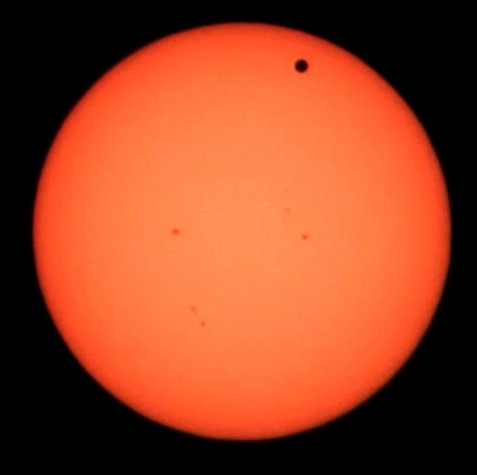
미국, 미네소타주 미니애폴리스 UTC 23시 1분
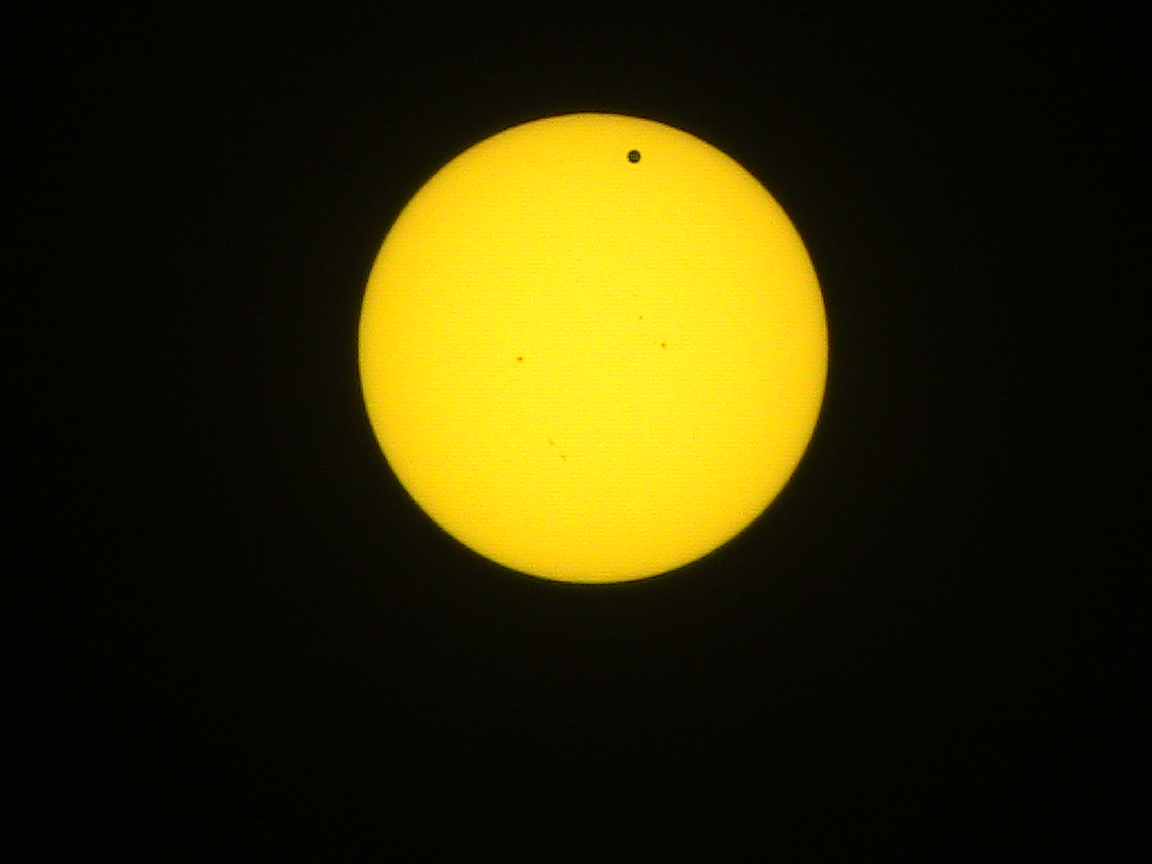
미국, 미네소타주 세인트폴
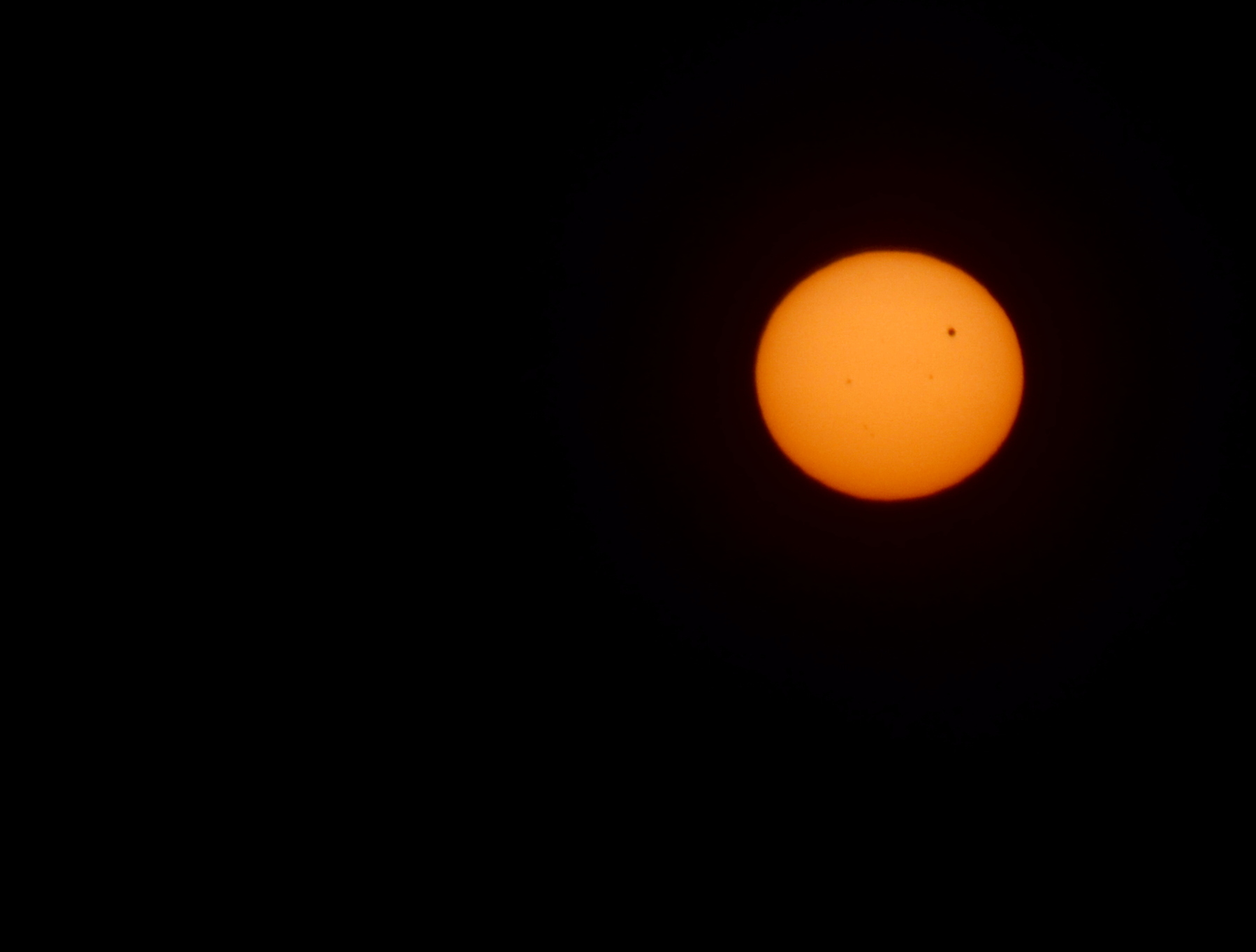
미국, 일리노이주 네이퍼빌 애로우헤드공원 UTC 01시 10분
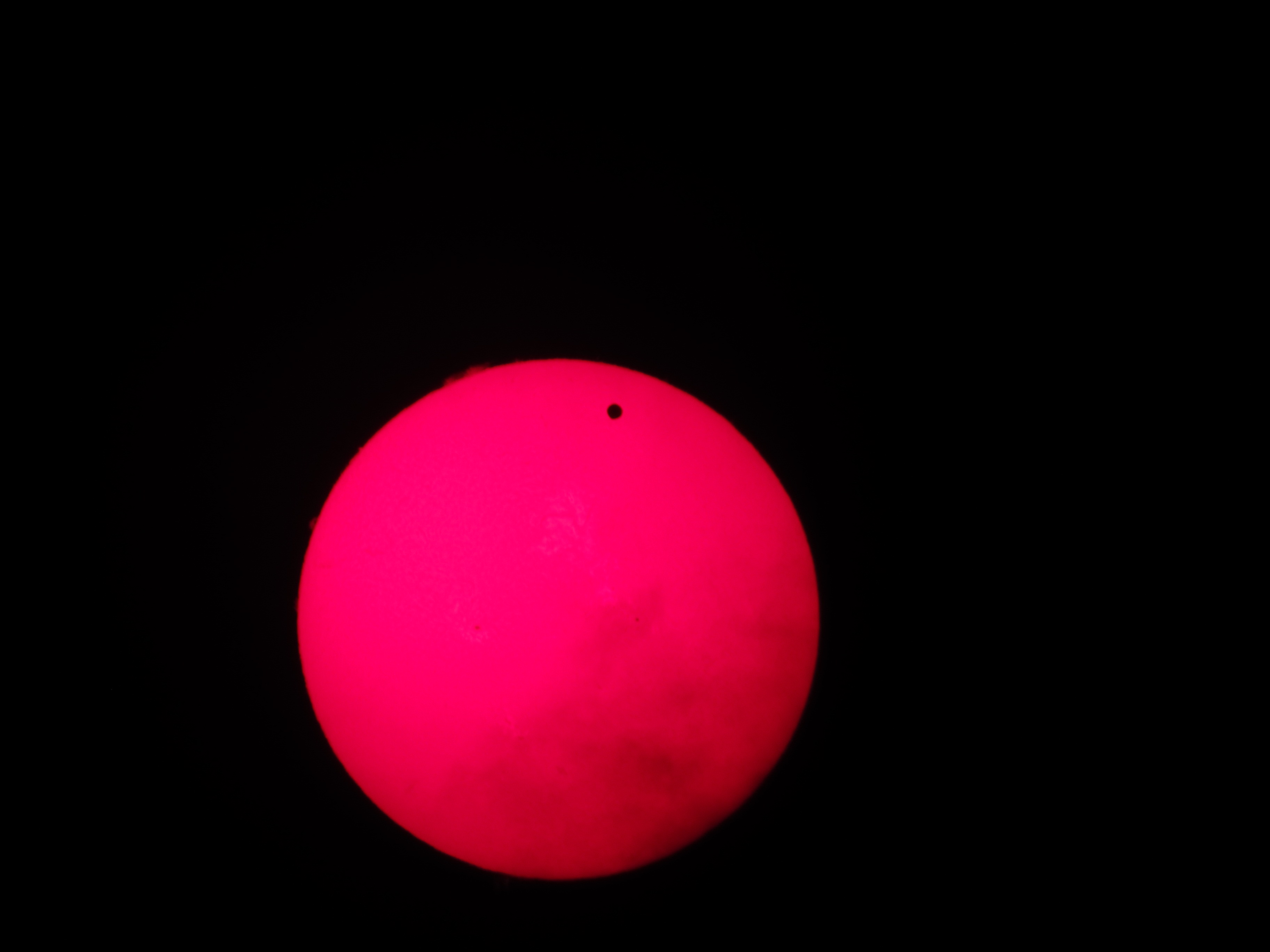
캐나다, 온타리오주 토론토 UTC 23시 06분

오세아니아

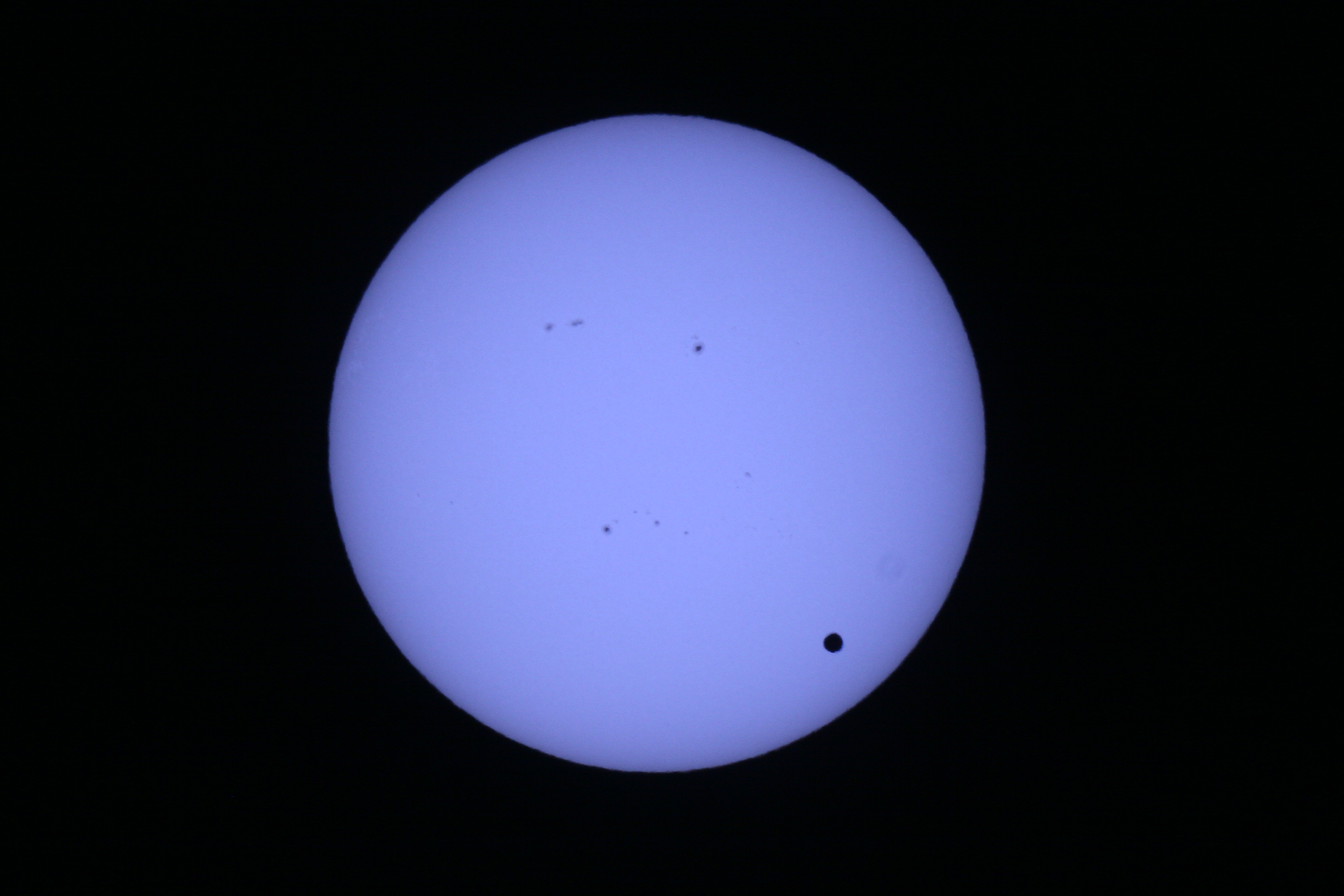
오스트레일리아, 시드니 UTC 23시 25분
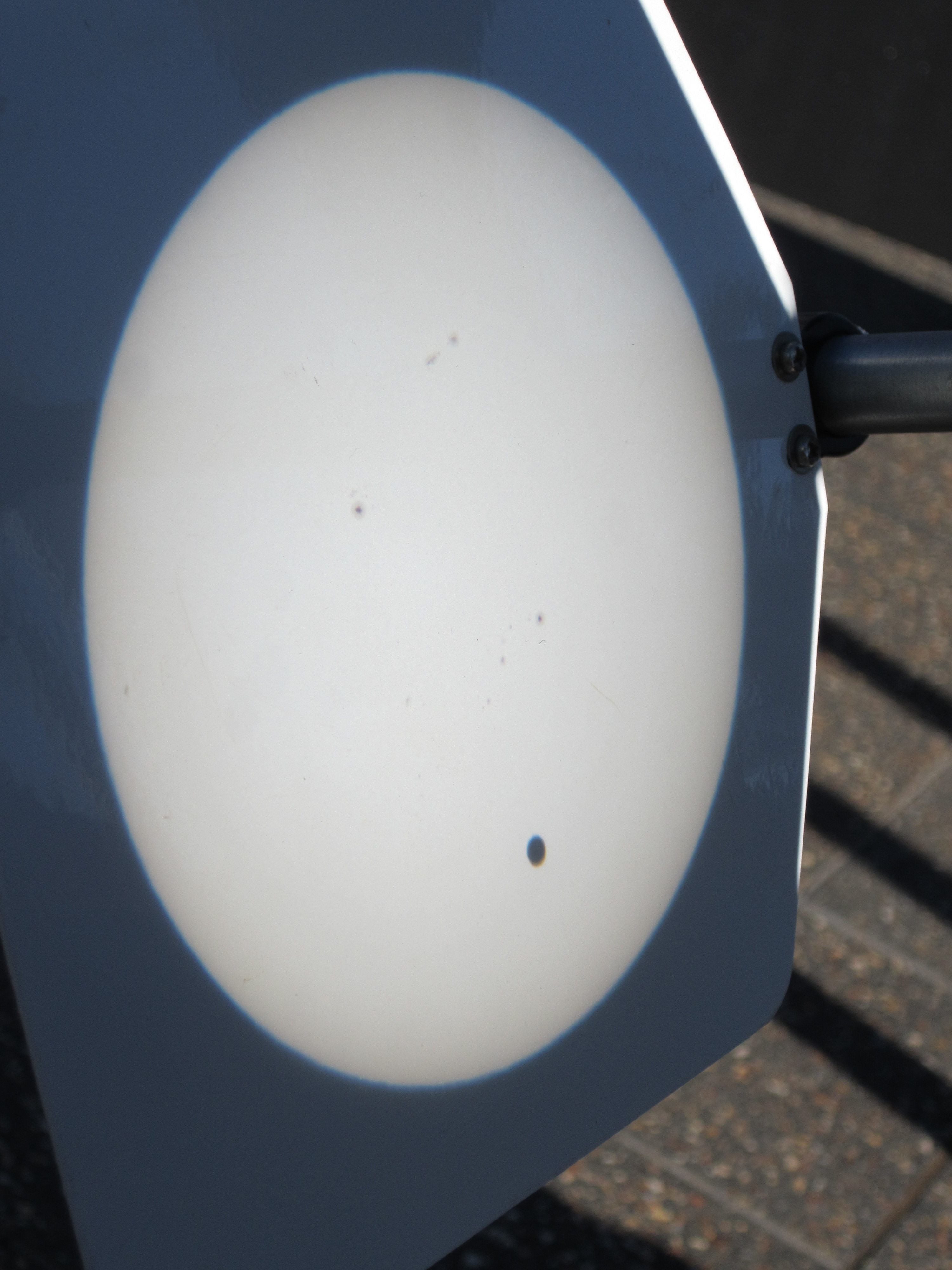
오스트레일리아, 와가와가

기타

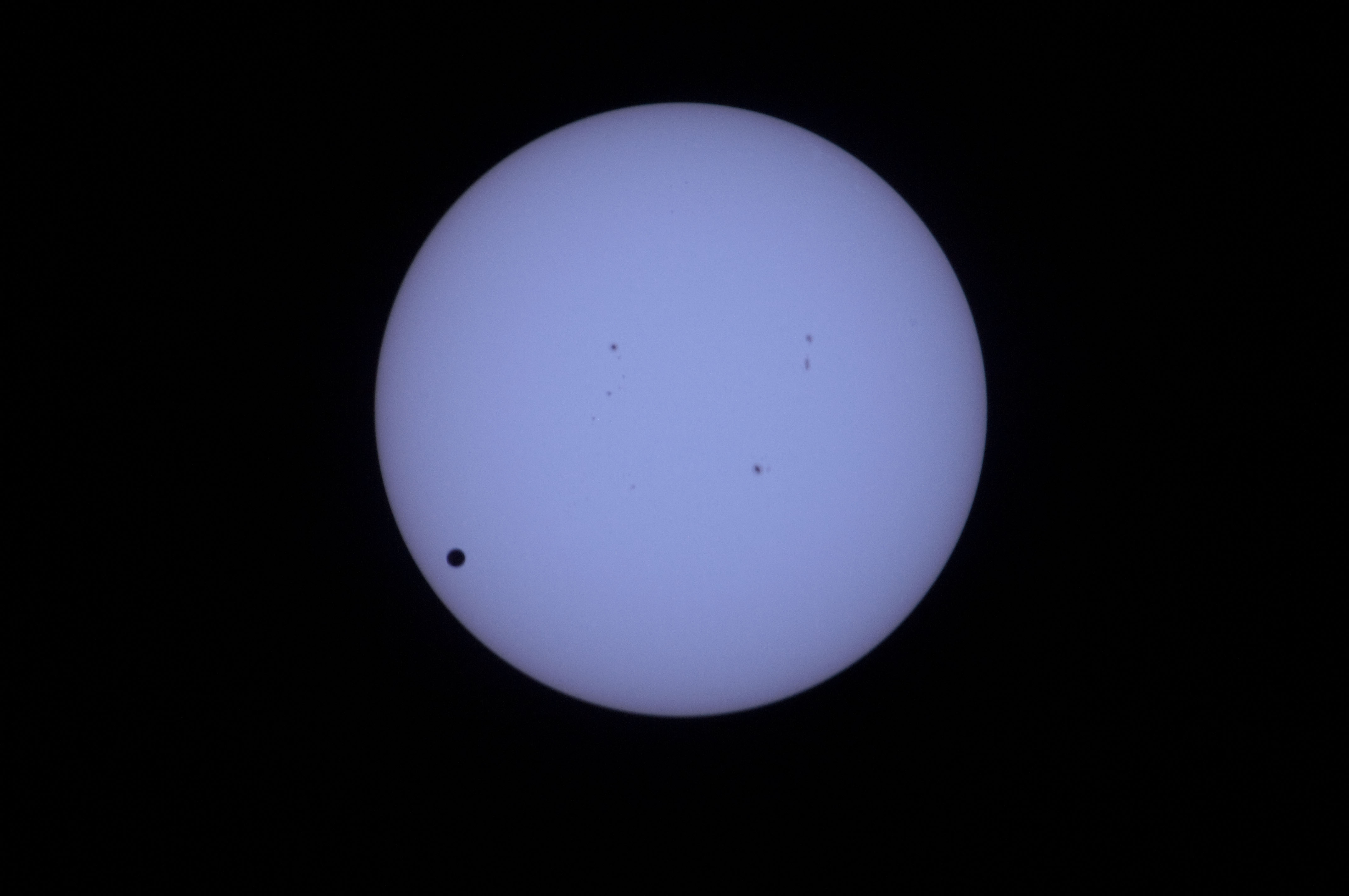
국제 우주 정거장
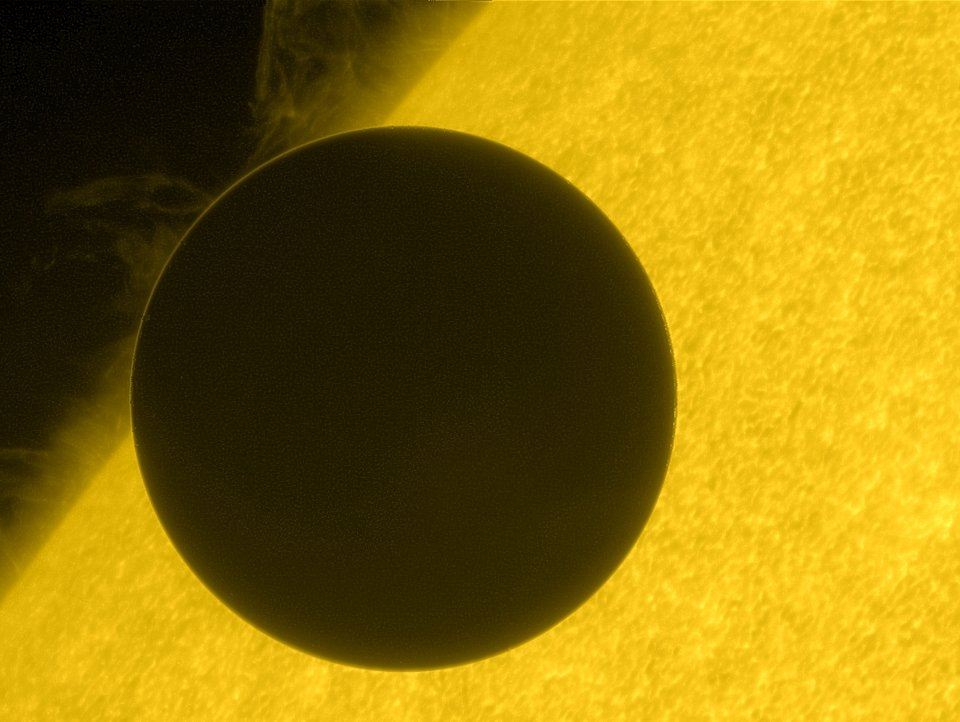
일본 인공위성 히노데로 촬영한것
- 동영상
- 동영상 2
- 동영상 3

## 같이 보기
- 금성 일면통과
- 2004년 금성 일면통과